# Liste der Biografien/Kno
Liste der Biografien |
Portal Biografien |
Personensuche
# |
A |
B |
C |
D |
E |
F |
G |
H |
I |
J |
K |
L |
M |
N |
O |
P |
Q |
R |
S |
T |
U |
V |
W |
X |
Y |
Z |
?
 
Ka |
Kb |
Kc |
Kd |
Ke |
Kf |
Kg |
Kh |
Ki |
Kj |
Kl |
Km |
Kn |
Ko |
Kp |
Kr |
Ks |
Kt |
Ku |
Kv |
Kw |
Ky |
Kx |
Kz
 
Kna |
Kne |
Kng |
Kni |
Knj |
Kno |
Knu |
Kny
Die Liste der Biografien führt alle Personen auf, die in der deutschsprachigen Wikipedia einen Artikel haben. Dieses ist eine Teilliste mit 907 Einträgen von Personen, deren Namen mit den Buchstaben „Kno“ beginnt.

## Kno

### Knob
- Knobbe, Ben Ole (* 2006), deutscher Kinderdarsteller
- Knobbe, Burkhard (1963–2023), deutscher Fußballspieler und -trainer
- Knobbe, Heinz (1932–2021), deutscher Diplomat, Botschafter der DDR
- Knobbe, Ilona (* 1948), deutsche Schauspielerin, Kabarettistin, Regisseurin und Theaterpädagogin
- Knobbe, Karl-Heinz (* 1937), deutscher Fußballtorwart
- Knobbe, Martin (* 1972), deutscher Journalist
- Knobbe, Paul (1867–1956), deutscher Architekt
- Knobbe, Thorsten (* 1970), deutscher Philologe
- Knobbe, Werner (* 1950), deutscher Hörfunkjournalist
- Knobbe-Keuk, Brigitte (1940–1995), deutsche Rechtswissenschaftlerin und Hochschullehrerin
- Knobbs, Brian (* 1964), US-amerikanischer WrestlerBrian Knobbs (* 1964)

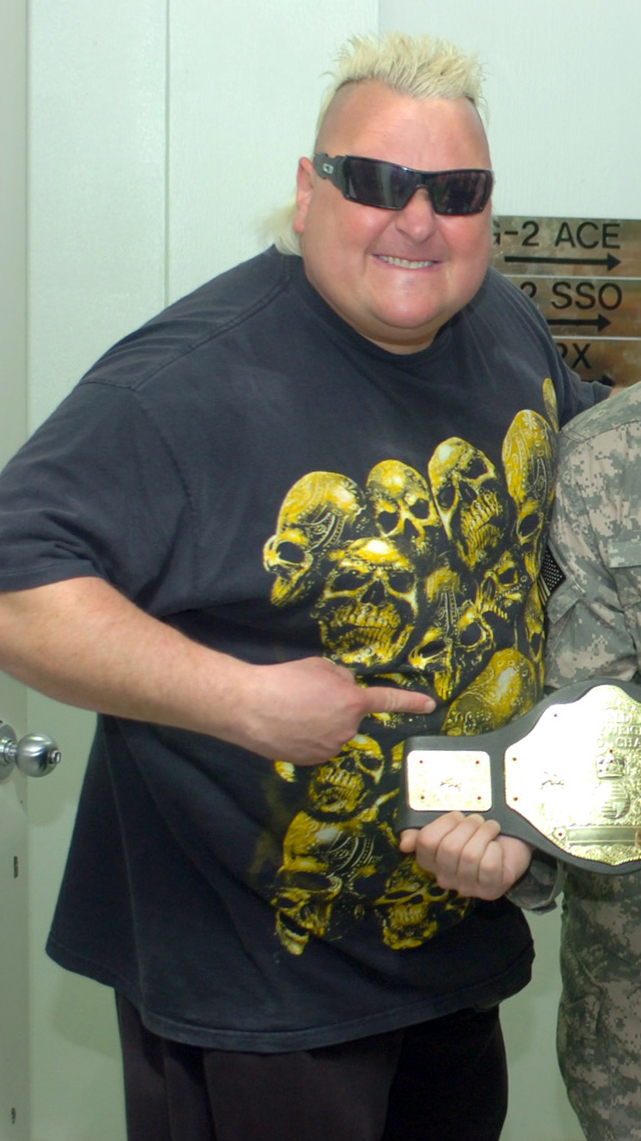
Brian Knobbs (* 1964)

- Knobe, Joshua (* 1974), US-amerikanischer Moralphilosoph und Vertreter der Experimentellen Philosophie
- Knobel, Albert (* 1950), Schweizer Radrennfahrer, politischer Aktivist
- Knobel, August (1807–1863), deutscher evangelischer Theologe
- Knobel, Carsten (* 1969), deutscher Manager
- Knobel, Denis (* 1961), Schweizer Diplomat
- Knobel, Eduard (1801–1870), deutscher Montanindustrieller und Unternehmer in Bergisch Gladbach
- Knobel, George (1922–2012), niederländischer Fußballtrainer
- Knobel, Hanspeter (* 1963), Schweizer Biathlet
- Knobel, Heinrich (1830–1894), Bürgermeister Mitglied des Preußischen Abgeordnetenhauses
- Knobel, Hilarius (1830–1891), Schweizer Architekt
- Knobel, Jan Felix (* 1989), deutscher Zehnkämpfer
- Knöbel, Johann Friedrich (1724–1792), sächsischer Architekt
- Knobel, Kaspar (1882–1953), Schweizer Förster und Politiker
- Knöbel, Kurt (* 1911), deutscher Meister im Fechten
- Knobel, Rolf (* 1963), Schweizer Fernschachspieler
- Knobel-Ulrich, Rita (* 1950), deutsche Autorin und Filmemacherin
- Knobeloch, Jim (* 1950), US-amerikanischer Film- und Theaterschauspieler
- Knobelsdorff, Alexander von (1723–1799), preußischer Generalfeldmarschall
- Knobelsdorff, Alexander von (1788–1848), preußischer Generalleutnant
- Knobelsdorff, August Rudolf von (1727–1794), preußischer Generalmajor und Kommandeur des Infanterieregiments „Hohenlohe-Ingelfingen“
- Knobelsdorff, Carl Christoph Gottlob von (1767–1845), preußischer Landrat und Gutsbesitzer
- Knobelsdorff, Caspar Adolf Erdmann von (1756–1826), preußischer Landrat und Landschaftsdirektor
- Knobelsdorff, Christoph von (* 1967), deutscher Politiker, Staatssekretär in Berlin
- Knobelsdorff, Curt von (1839–1904), preußischer Offizier, Pionier des Blauen Kreuzes
- Knobelsdorff, Elisabeth von (1877–1959), erste deutsche Diplom-Ingenieurin der Architektur
- Knobelsdorff, Eustachius von (1519–1571), deutscher neulateinischer Lyriker und Epiker
- Knobelsdorff, Georg Wenzeslaus von (1699–1753), deutscher Baumeister, Maler und Architekt in PreußenGeorg Wenzeslaus von Knobelsdorff (1699–1753)

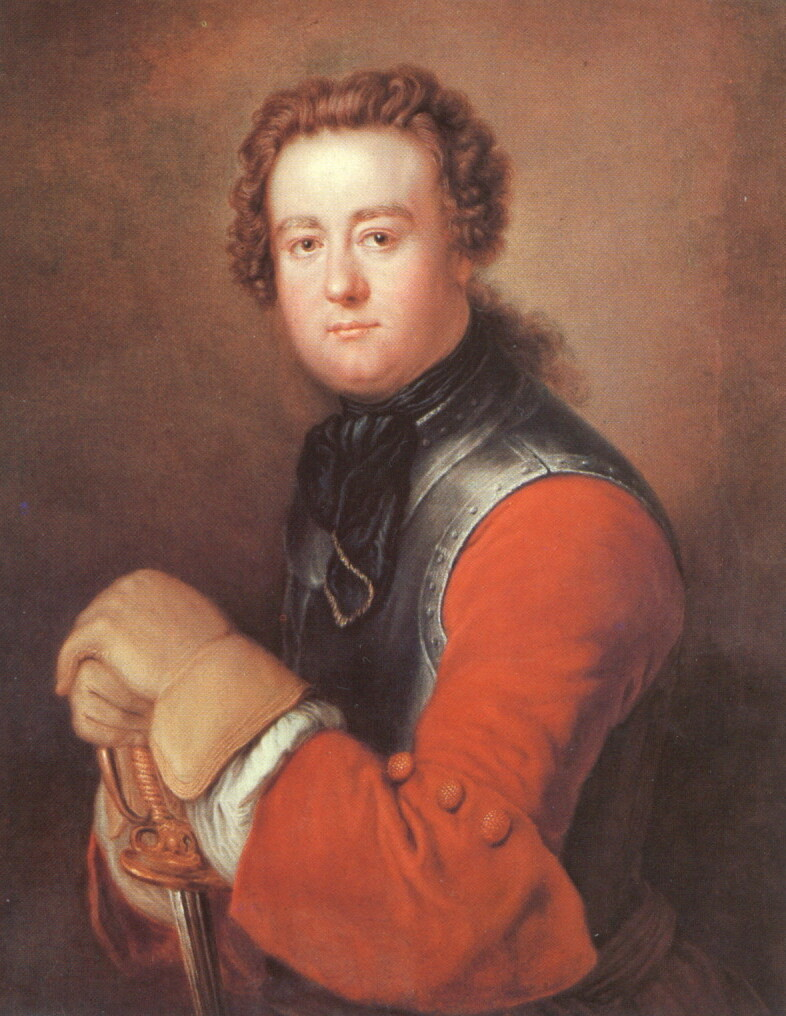
Georg Wenzeslaus von Knobelsdorff (1699–1753)

- Knobelsdorff, George Gottlob von (1708–1762), preußischer Landrat
- Knobelsdorff, Günter Neubauer von (* 1944), deutscher Maler, Grafiker und Fotograf
- Knobelsdorff, Heinrich von (1775–1826), preußischer Generalmajor, Inspekteur der Gardekavallerie
- Knobelsdorff, Hermann von (1807–1888), preußischer Generalleutnant und Rechtsritter des Johanniterordens
- Knobelsdorff, Johann Christoph von (1740–1803), preußischer Generalmajor und Kommandeur des Infanterieregiments Nr. 37
- Knobelsdorff, Karl Ludwig von (1724–1786), preußischer Generalmajor, Chef des Dragonerregiments Nr. 4
- Knobelsdorff, Kaspar Friedrich von (1694–1748), preußischer Oberst der Infanterie und Chef des Garnisonsregiment Nr. 8
- Knobelsdorff, Kurd Gottlob von (1735–1807), preußischer Generalmajor, Kommandant der Festung Stettin
- Knobelsdorff, Kurt-Christoph von (1904–1945), deutscher Turnierreiter
- Knobelsdorff, Leo von (1932–2013), deutscher Jazz- und Boogie-Woogie-Pianist sowie Toningenieur
- Knobelsdorff, Manfred von (1892–1965), deutscher SS-Obersturmbannführer und Burghauptmann von Wewelsburg
- Knobelsdorff, Otto von (1886–1966), deutscher General der Panzertruppe im Zweiten Weltkrieg
- Knobelsdorff, Theodor von (1817–1879), königlich preußischer Generalmajor
- Knobelsdorff, Wilhelm von (1752–1820), preußischer Generalleutnant und Diplomat
- Knobelsdorff, Wilhelm von (1802–1880), preußischer Generalmajor und persönlicher Adjutant des Prinzen Friedrich von Preußen
- Knobelsdorff, Wilhelm von (1825–1908), preußischer Generalmajor und Heraldiker
- Knobelsdorff-Brenkenhoff, Benno von (1915–2002), deutscher Offizier, zuletzt Oberstleutnant der Bundeswehr, Historiker und Autor
- Knobelsdorff-Brenkenhoff, Leonhard von (1823–1888), preußischer Generalmajor und Kommandeur der 10. Kavallerie-Brigade
- Knobelsdorff-Brenkenhoff, Wilhelm von (1769–1848), preußischer Offizier und Landrat
- Knobil, Ernst (1926–2000), deutsch-amerikanischer Physiologe und Endokrinologe
- Knöbl, Kuno (1936–2012), österreichischer Kabarettist und Journalist
- Knöbl, Wolfgang (* 1963), deutscher Soziologe und Hochschullehrer
- Knoblach, Paul (* 1954), deutscher Politiker (Bündnis 90/Die Grünen), MdL
- Knoblach-Wolff, Olga (1923–2008), deutsche Malerin, Dichterin und Grafikerin
- Knoblauch zu Hatzbach, Gottfried von (* 1947), deutscher Internist und ärztlicher Standespolitiker
- Knoblauch zu Hatzbach, Hans Caspar von (1719–1793), hessischer Generalmajor, Freimaurer
- Knoblauch, Alexander (1820–1899), deutscher Mediziner, Freimaurer und Chefarzt des Städtischen Krankenhauses in Frankfurt am Main
- Knoblauch, Armand (1831–1905), deutscher Jurist und Brauereigründer
- Knoblauch, Arnold (1879–1963), deutscher Architekt und Manager in der Wohnungswirtschaft
- Knoblauch, August (1863–1919), deutscher Neurologe und Direktor der Neurologischen Klinik und der Senckenbergischen Naturforschenden Gesellschaft in Frankfurt am Main
- Knoblauch, Beat (1944–1975), Schweizer Grafiker
- Knoblauch, Bernhard (1851–1927), deutscher Gärungschemiker, Brauereidirektor und Verbandspräsident
- Knoblauch, Bert (* 1972), deutscher Kommunalpolitiker (CDU)
- Knoblauch, Carl Friedrich Wilhelm (1793–1859), deutscher Unternehmer und Politiker
- Knoblauch, Carl Heinrich Albrecht von (1781–1825), deutscher Orgelbauer
- Knoblauch, Christoph (* 1980), deutscher römisch-katholischer Theologe
- Knoblauch, Edmund (1841–1883), deutscher Architekt
- Knoblauch, Eduard (1801–1865), deutscher ArchitektEduard Knoblauch (1801–1865)

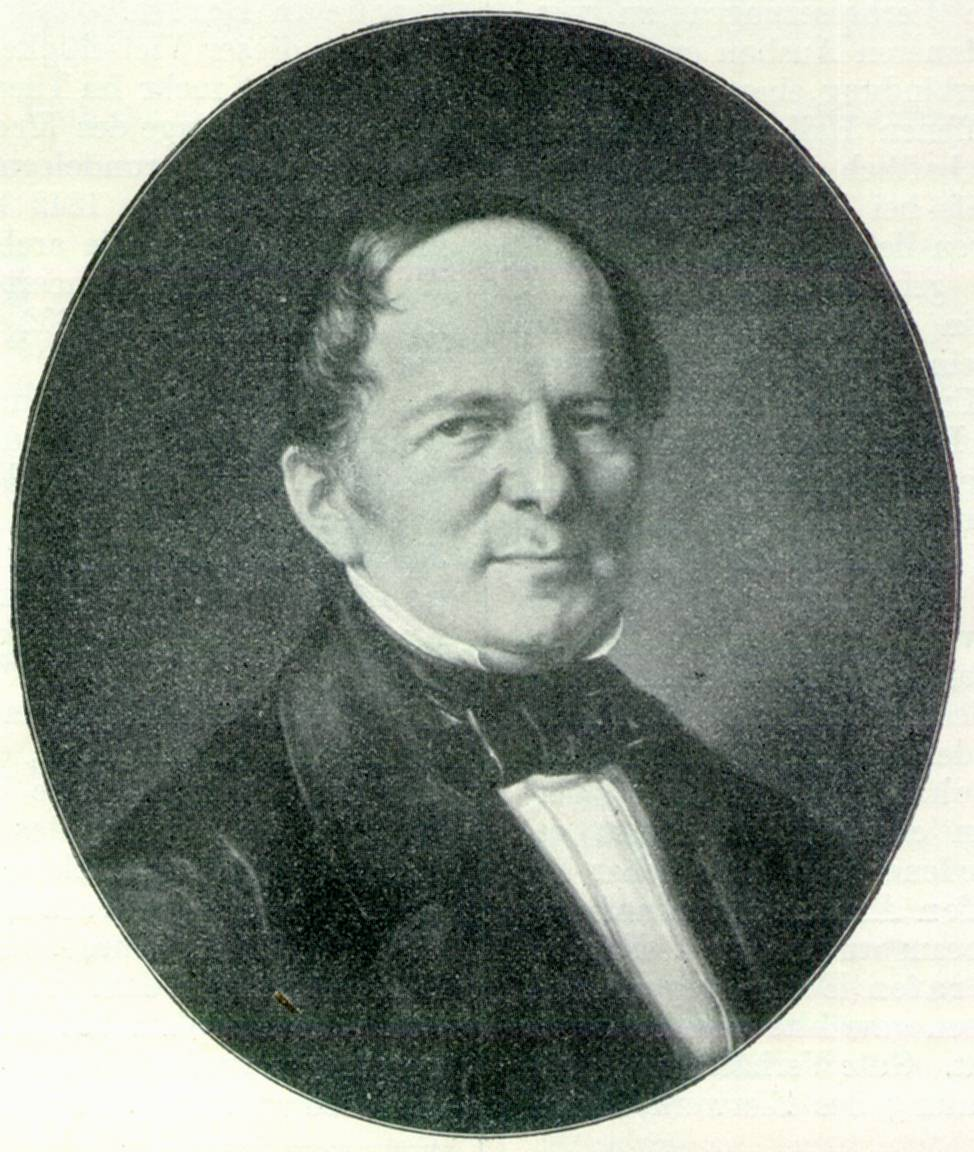
Eduard Knoblauch (1801–1865)

- Knoblauch, Emil Friedrich (1864–1936), deutscher Botaniker
- Knoblauch, Ernst (1868–1955), deutscher Architekt
- Knoblauch, Friedrich (1805–1879), deutscher Versicherungsunternehmer
- Knoblauch, Gerd (* 1954), deutscher Fußballtorhüter
- Knoblauch, Günter (* 1940), deutscher Ingenieur und Autor
- Knoblauch, Günther (* 1948), deutscher Politiker (SPD), Bürgermeister von Mühldorf, MdL in Bayern
- Knoblauch, Gustav (1833–1916), deutscher Architekt
- Knoblauch, Hermann (1820–1895), deutscher Physiker
- Knoblauch, Hubert (* 1959), deutscher Soziologe
- Knoblauch, Jakob († 1357), deutscher Ratsherr und Bürgermeister von Frankfurt am Main
- Knoblauch, Jakob (* 1992), deutscher Schauspieler
- Knoblauch, Jochen (* 1954), deutscher Anarchist und Autor
- Knoblauch, Johannes (1855–1915), deutscher Mathematiker
- Knoblauch, Jörg (1949–2025), deutscher Unternehmer, Autor, Entwickler eines Zeitmanagementsystems
- Knoblauch, Karl (* 1921), deutscher Offizier und Autor
- Knoblauch, Karl von (1756–1794), deutscher Jurist, Bergrat und philosophischer Autor
- Knoblauch, Kris (* 1978), kanadischer Eishockeyspieler und -trainer
- Knoblauch, Kurt (1885–1952), deutscher SS-Obergruppenführer und General der Waffen-SS
- Knoblauch, Martin Friedrich (1714–1791), preußischer Bauinspektor
- Knoblauch, Nicolas (* 2000), deutscher Schriftsteller
- Knoblauch, Nikolas (* 1995), deutsch-italienischer American-Football-SpielerNikolas Knoblauch (* 1995)

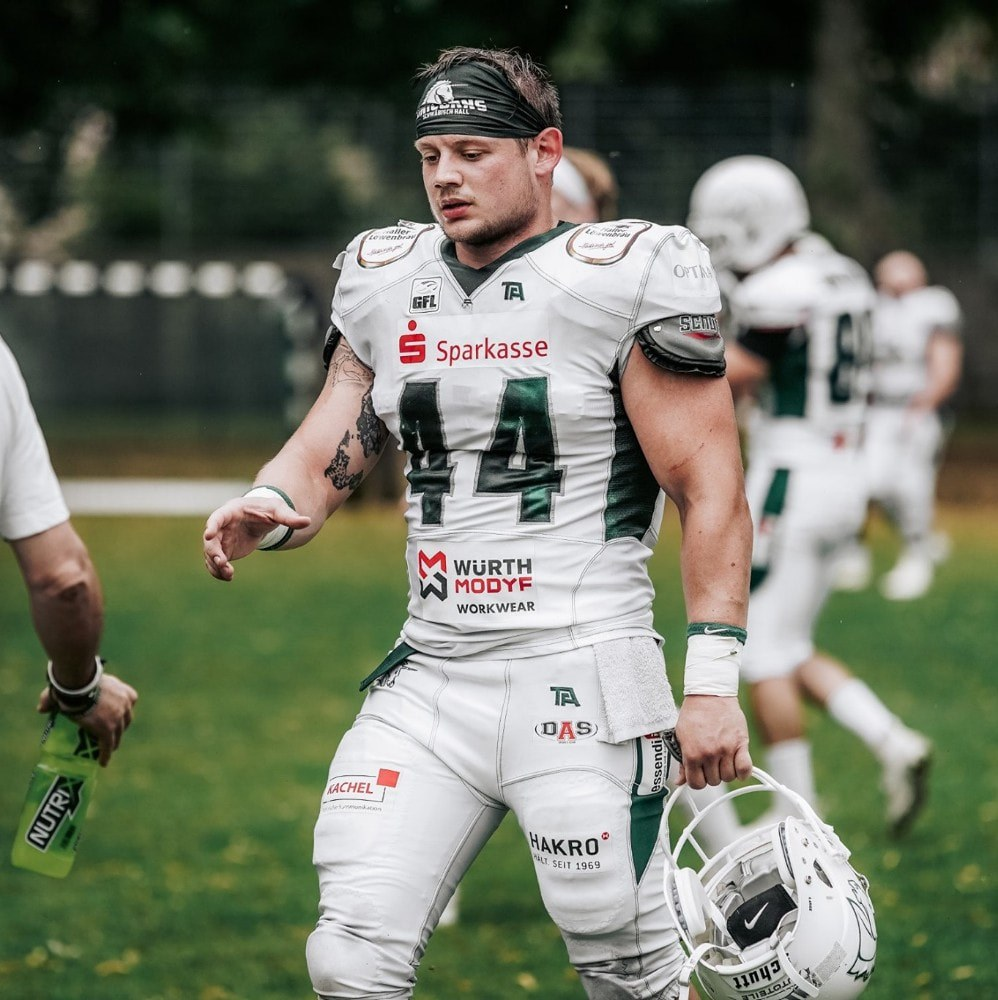
Nikolas Knoblauch (* 1995)

- Knoblauch, Oskar (1862–1946), deutscher Physiker
- Knoblauch, Peter (1911–1945), deutscher Klassischer Archäologe
- Knoblauch, Roman (* 1968), deutscher Fernsehmoderator, Journalist und Sportkommentator
- Knoblauch, Rudolf (* 1951), Schweizer Diplomat
- Knoblauch, Valeska (* 1990), deutsche Badmintonspielerin
- Knoblauch, Wilhelm (1874–1939), deutscher Politiker (SPD), MdL Volksstaat Hessen
- Knoblehar, Ignacij (1819–1858), slowenischer Missionar in Afrika
- Knoblich, Günter (* 1953), deutscher Fußballspieler
- Knoblich, Hans (1933–2024), deutscher Wirtschaftswissenschaftler
- Knoblich, Heidi (* 1954), deutsche Roman- und Bühnenautorin, Sprecherin
- Knoblich, Herbert (1939–2021), deutscher Pädagoge, Physiker und Politiker (SPD), MdL
- Knoblich, Jürgen (* 1963), deutscher Molekularbiologe
- Knoblich, Karola (* 1940), deutsche Politikerin (CDU), MdL
- Knoblich, Tobias J. (* 1971), deutscher Kulturwissenschaftler, Kulturmanager und Kulturpolitiker
- Knobloch, Alfred (1859–1916), deutscher Kommunalpolitiker, Oberbürgermeister von Bromberg
- Knobloch, Annette (* 1972), deutsche Diplomatin
- Knobloch, Arthur von (1825–1901), deutscher Verwaltungsbeamter und Rittergutsbesitzer
- Knobloch, Bernd (* 1951), deutscher Manager
- Knobloch, Charlotte (* 1932), deutsche Präsidentin der Israelitischen Kultusgemeinde München und OberbayernCharlotte Knobloch (* 1932)

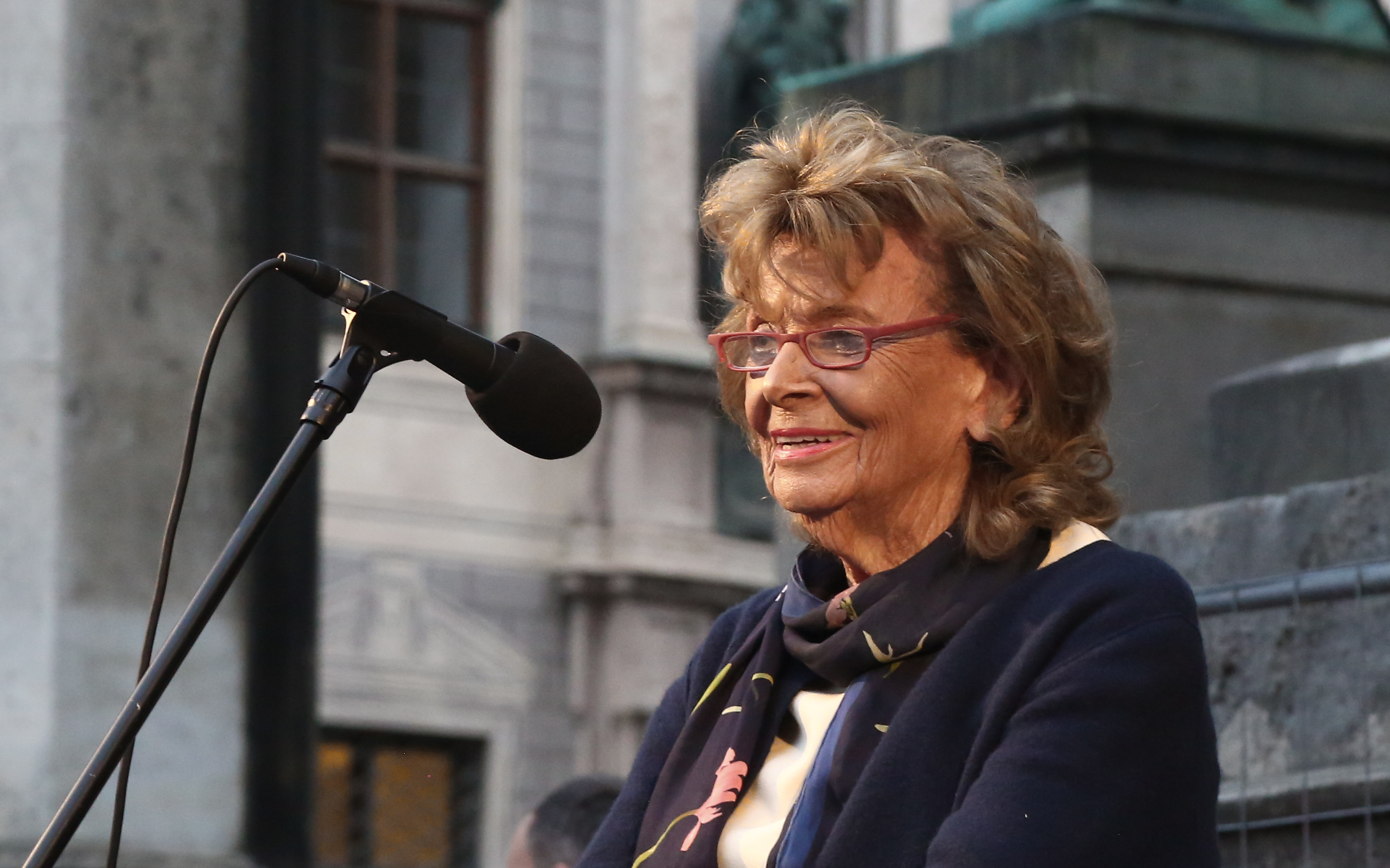
Charlotte Knobloch (* 1932)

- Knobloch, Clay (1839–1903), US-amerikanischer Politiker
- Knobloch, Clemens (* 1951), deutscher Linguist
- Knobloch, Dietrich Ehrhard von († 1757), preußischer Generalmajor, Chef des Infanterieregiments Nr. 10, Erbherr von Glittehnen, Wanguthen und Neufrost
- Knobloch, Eberhard (* 1943), deutscher Wissenschafts- und Mathematikhistoriker
- Knobloch, Edgar (* 1968), deutscher zeitgenössischer Künstler
- Knobloch, Ekkehard (* 1940), deutscher Kommunalpolitiker (CSU, VfG)
- Knobloch, Friedrich von (1797–1881), preußischer Generalleutnant
- Knobloch, Friedrich Wilhelm Erhard von (1739–1817), preußischer Generalmajor und Kartograph
- Knobloch, Gisela (* 1936), deutsche Juristin, Gerichtspräsidentin
- Knobloch, Günter (* 1937), deutscher Grafiker und Designer, Direktor der Fachschule für Werbung und Gestaltung
- Knobloch, Günther (1910–1970), deutscher SS-Hauptsturmführer
- Knobloch, Günther (1926–2014), deutscher Funktionär (SED), stellvertretender Verkehrsminister der DDR
- Knobloch, Hans (1940–2020), deutscher Fußballtorwart
- Knobloch, Hans Werner (* 1928), deutscher Industriekaufmann, Schauspieler, Autor von Kinderbüchern und Hörspielen
- Knobloch, Hans-Jochen (* 1941), deutscher Fotografiker und Fotograf
- Knobloch, Heinz (1926–2003), deutscher Schriftsteller und FeuilletonistHeinz Knobloch (1926–2003)

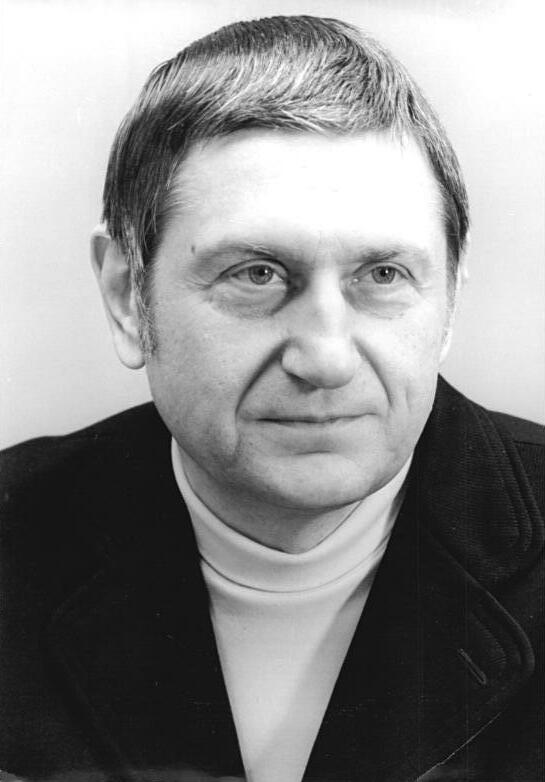
Heinz Knobloch (1926–2003)

- Knobloch, Helga (1924–2020), deutsche Künstlerin
- Knobloch, Helmut (1922–1996), deutscher Fußballspieler
- Knobloch, Hermann von (1833–1898), deutscher Rittergutsbesitzer und Politiker, MdR
- Knobloch, Hilda (1880–1960), österreichische Schriftstellerin
- Knobloch, Hubert (1939–2004), deutscher Sportjournalist und -reporter
- Knobloch, Hugo von (1823–1896), preußischer Generalmajor und Kommandeur der 12. Kavallerie-Brigade
- Knobloch, Ina (* 1963), deutsche Filmemacherin, Regisseurin, Produzentin, Autorin und Biologin
- Knobloch, Iris (* 1963), deutsche Managerin und Präsidentin des Filmfestivals von CannesIris Knobloch (* 1963)

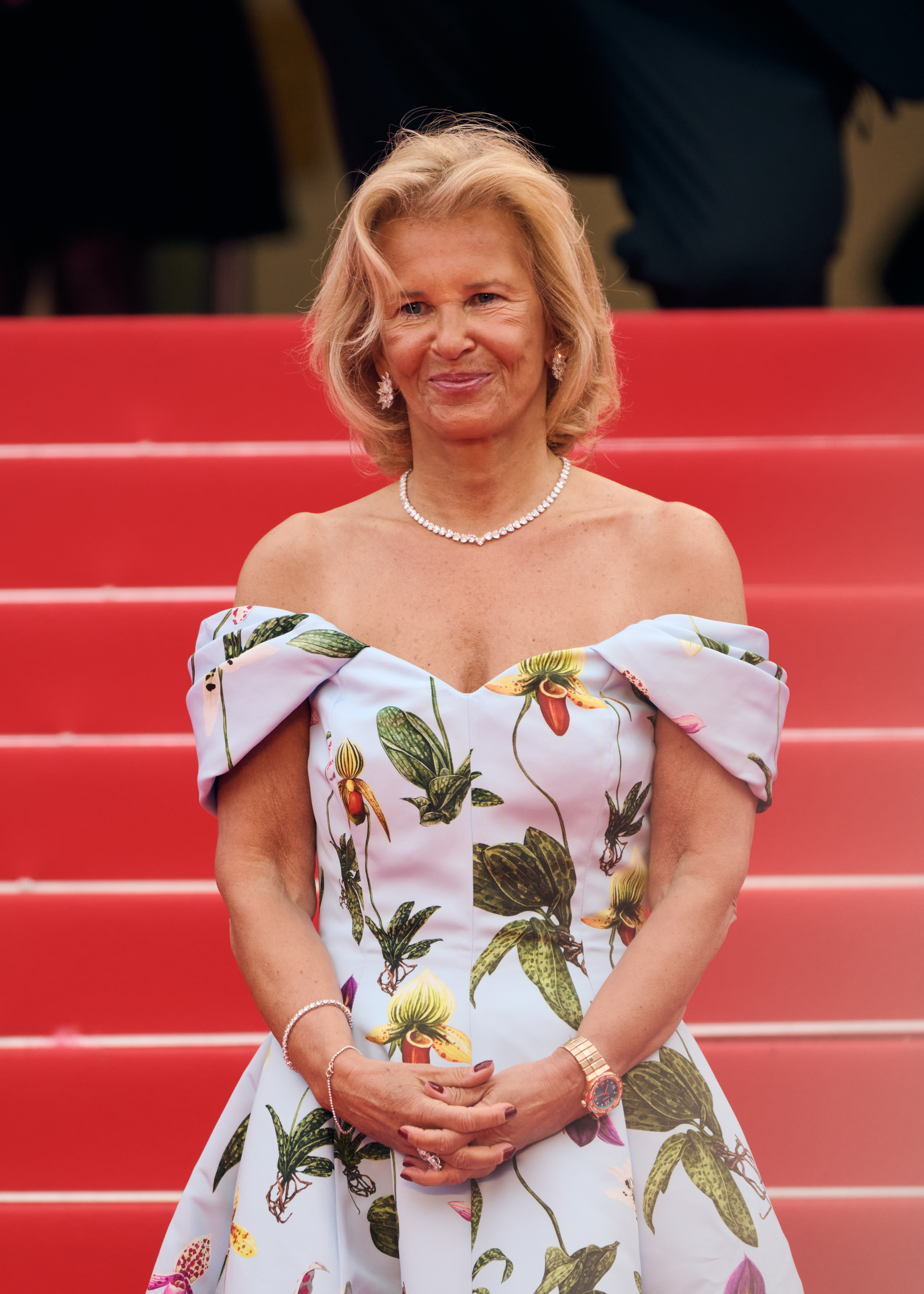
Iris Knobloch (* 1963)

- Knobloch, Jens (* 1944), deutscher Ingenieur und Wissenschaftler
- Knobloch, Johann (1520–1599), deutscher Mediziner und Pestarzt
- Knobloch, Johann (1919–2010), österreichischer Sprachwissenschaftler
- Knobloch, Jürgen (1944–2008), deutscher Tropenmediziner
- Knobloch, Jutta (* 1952), österreichische Skirennläuferin
- Knobloch, Karl Gottfried von (1697–1764), preußischer Generalmajor, Chef des Infanterieregiments Nr. 29, Kommandant der Festung Schweidnitz. Erbherr auf Thieresdorf, Schubkeimen und Wanghusen
- Knobloch, Karl von (1773–1858), preußischer Generalmajor
- Knobloch, Karl von (1797–1862), preußischer Generalmajor
- Knobloch, Käthe (1904–2002), deutsche Politikerin
- Knobloch, Leopold von (1887–1968), deutscher Verwaltungsbeamter
- Knobloch, Ludwig (1901–1995), deutscher Politiker (CDU), MdB
- Knobloch, Marlene (* 1994), deutsche Journalistin, Autorin und Essayistin
- Knobloch, Martin (1684–1759), deutscher Pädagoge und evangelischer Theologe
- Knobloch, Melchior Ernst von (1732–1788), preußischer Wirklicher Geheimer Rat und Minister
- Knobloch, Milan (1921–2020), tschechischer Bildhauer
- Knobloch, Miloš (* 1905), tschechoslowakischer Radrennfahrer
- Knobloch, Moritz (1851–1923), deutscher Verwaltungsjurist und Abgeordneter in der Provinz Sachsen
- Knobloch, Oskar von (1822–1899), preußischer Generalmajor und Kommandeur der 12. Infanterie-Brigade
- Knobloch, Peggy (* 1992), deutsche Schülerin
- Knobloch, Peter (* 1957), deutscher Schauspieler und Kabarettist
- Knobloch, Pia (* 1993), deutsche Fußballspielerin
- Knobloch, Rainer (1938–2010), deutscher Fußballspieler
- Knobloch, Reinhold (1883–1962), deutscher Konteradmiral der Kriegsmarine
- Knobloch, Stefan (* 1937), deutscher römisch-katholischer Theologe
- Knobloch, Stephan, deutscher Brigadegeneral der Luftwaffe
- Knobloch, Thoralf (* 1962), deutscher Maler
- Knobloch, Tobias (1574–1634), Arzt und medizinischer Schriftsteller
- Knobloch, Ulrike (* 1961), deutsche Ökonomin und Philosophin
- Knobloch, Valentin (* 1980), deutscher Judoka
- Knobloch, Wilhelm von (1794–1854), preußischer Generalmajor
- Knoblochtzer, Heinrich, deutscher Publizist, Drucker und Schriftdesigner

### Knoc
- Knoch, Adolph Ernst (1874–1965), US-amerikanischer Theologe und Bibelherausgeber
- Knoch, August (1858–1944), deutscher Architekt, Geheimer Baurat und Regierungsbaumeister für die preußische Armee
- Knoch, August Wilhelm (1742–1818), deutscher Naturforscher
- Knoch, Carl Christian Friedrich Gustav (1806–1864), deutscher Jurist und Politiker, MdL
- Knoch, Christian Heinrich von (1649–1716), Generalmajor und Kommandant der Festung Sonnenstein
- Knoch, Dieter (* 1936), deutscher Biologe und Naturschützer
- Knoch, Eduard (1814–1891), deutscher Kaufmann und Politiker (NLP), MdR
- Knoch, Georg August Hermann (1812–1885), deutscher Offizier und Politiker in Suriname
- Knoch, Gottlieb (1811–1897), deutscher Rittergutsbesitzer, Fabrikant und Politiker, MdL
- Knoch, Gustav (1816–1861), deutscher Rittergutsbesitzer, Fabrikant und Politiker, MdL
- Knoch, Habbo (1969–2024), deutscher Historiker und HochschullehrerHabbo Knoch (1969–2024)

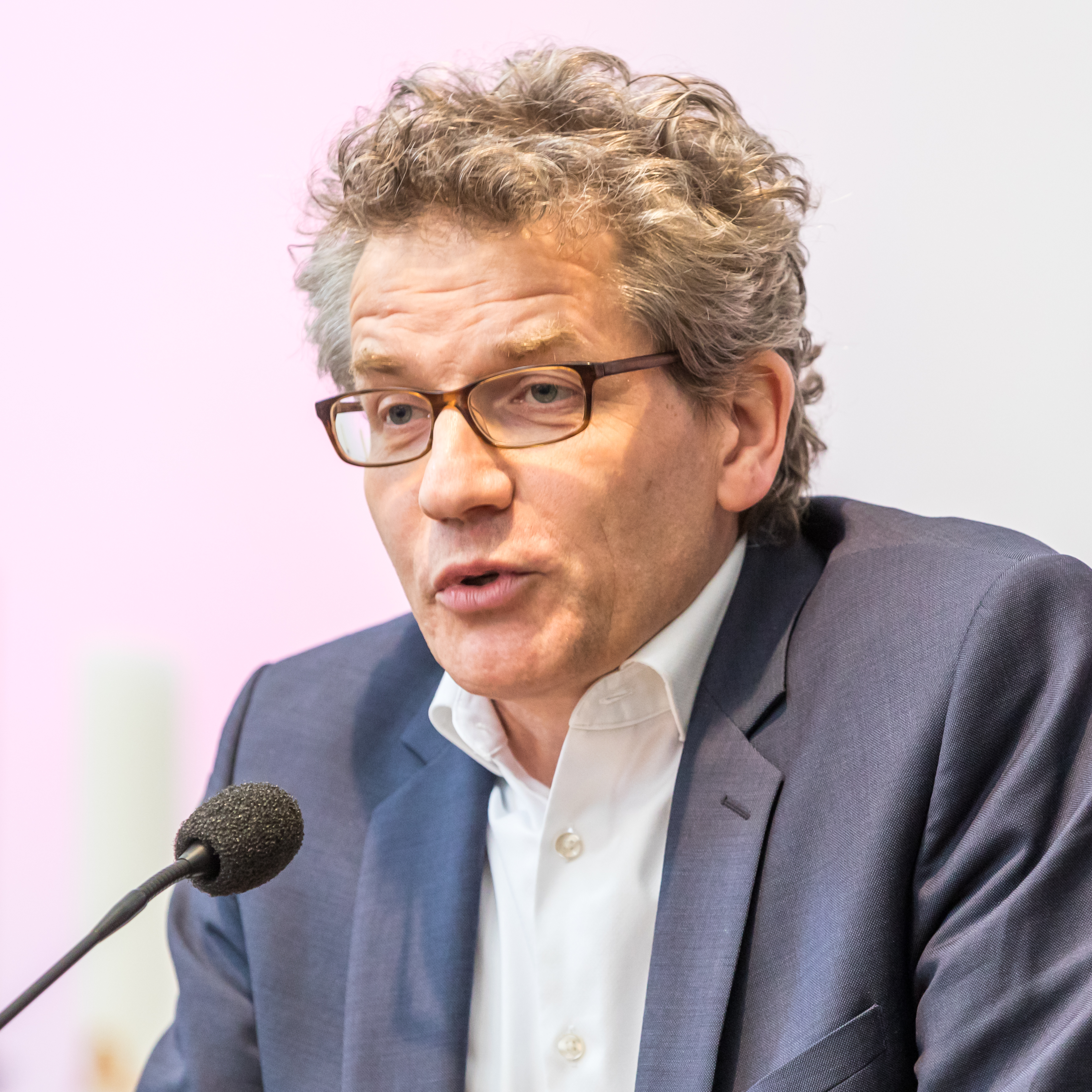
Habbo Knoch (1969–2024)

- Knoch, Hans (1862–1938), deutscher Naturheilpraktiker und Kurhausbetreiber
- Knoch, Hans Friedrich von (1603–1660), Mitglied der Fruchtbringende Gesellschaft
- Knoch, Heinrich (1869–1935), deutscher Fabrikant und Politiker, MdL
- Knoch, Irene (1931–2014), deutsche Philanthropin
- Knoch, Johann Ludwig (1712–1808), deutscher Bibliothekar und Archivar
- Knoch, Jost Heinrich (1826–1890), Mitglied des Kurhessischen Kommunallandtages
- Knoch, Karl (1883–1972), deutscher Klimatologe
- Knoch, Kaspar Ernst von (1582–1641), deutscher Beamter, Mitglied der Fruchtbringenden Gesellschaft
- Knoch, Linde (* 1940), deutsche Märchenerzählerin und Autorin
- Knoch, Otto (1926–1993), deutscher katholischer Theologe, Priester und Exeget
- Knoch, Peter (1935–1994), deutscher Historiker und Geschichtsdidaktiker
- Knoch, Philipp (1779–1858), deutscher Fabrikant und Politiker, MdL
- Knoch, Sigmund (1881–1945), deutscher Verwaltungsjurist und Bezirksamtmann
- Knoch, Viktor (* 1989), ungarischer Shorttracker
- Knoch, Wendelin (* 1943), deutscher Geistlicher und Theologe, Priester der Erzdiözese Köln
- Knoche, Benjamin (* 1978), deutscher Fußballspieler
- Knoche, Christof (* 1967), deutscher Jazzmusiker und Komponist
- Knoche, Emmi (1881–1970), deutsche Pianistin und Klavierlehrerin
- Knoche, Gottfried August (1813–1901), deutscher Arzt und Gründer des Hospitals San Juan de Dios in La Guaira
- Knoche, Hansjürgen (1930–2021), deutscher Ministerialdirigent und Präsident des Niedersächsischen Landesamts für Verfassungsschutz
- Knoche, Heinrich (1831–1911), deutscher Lehrer und Autor
- Knoche, Karl-Friedrich (1933–2016), deutscher Maschinenbauingenieur
- Knoche, Manfred (* 1941), deutscher Publizistik- und Kommunikationswissenschaftler
- Knoche, Michael (* 1951), deutscher Germanist und Bibliothekar
- Knoche, Monika (* 1954), deutsche Politikerin (Bündnis 90/Die Grünen, Die Linke), MdB
- Knoche, Robin (* 1992), deutscher FußballspielerRobin Knoche (* 1992)

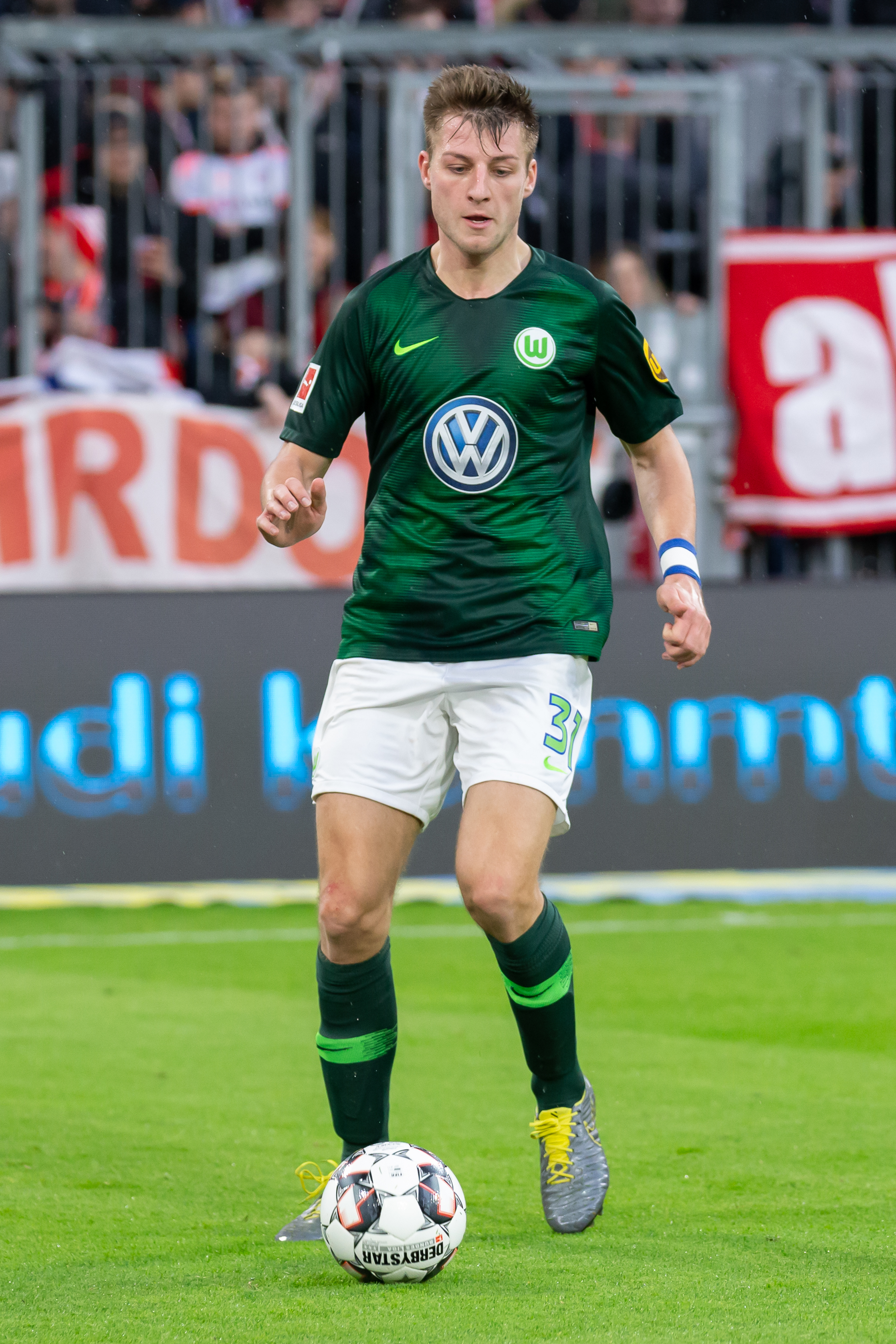
Robin Knoche (* 1992)

- Knoche, Ulrich (1902–1968), deutscher Klassischer Philologe
- Knoche, Walter (1881–1945), deutsch-chilenischer Meteorologe, Geophysiker, Geograph und Kulturanthropologe
- Knochée, Jörg (1944–1989), deutscher Schauspieler
- Knöchel, Johann (1903–1986), deutscher Politiker (KPD, SED), MdR
- Knochel, Paul (* 1955), deutsch-französischer Chemiker
- Knöchel, Swen (* 1973), deutscher Politiker (Die Linke), MdL
- Knöchel, Wilhelm (1899–1944), deutscher KPD-Funktionär und Widerstandskämpfer
- Knochen, Helmut (1910–2003), deutscher SS-Führer und Täter des Holocaust
- Knochenhauer, Agnes (* 1989), schwedische Curlerin
- Knochenhauer, Karl (1888–1965), deutscher Cellist und Komponist in Schwerin
- Knochenhauer, Karl Wilhelm (1805–1875), deutscher Pädagoge und Physiker
- Knochenhauer, Paul F. (1858–1888), preußischer Architekt
- Knochenhauer, Wilhelm (1878–1939), deutscher General der Kavallerie
- Knöchl, Florian (* 1987), österreichischer Fußballkommentator und Fernsehmoderator beim österreichischen Privatsender Puls4
- Knöchlein, Fritz (1911–1949), deutscher SS-Obersturmbannführer, Verantwortlicher des Massakers von Le ParadisFritz Knöchlein (1911–1949)

Fritz Knöchlein (1911–1949)

- Knochner, Philipp (* 1993), deutscher Fußballspieler
- Knockaert, Anthony (* 1991), französischer Fußballspieler
- Knocke, Erich (1927–2011), deutscher Schausteller und Museumsgründer
- Knocke, Heinrich (1869–1943), deutscher Landwirt und Politiker (Landbund), Landtagsabgeordneter Waldeck
- Knocke, Helmut (* 1953), deutscher Architekturhistoriker
- Knocker, Elsie (1884–1978), britische Krankenschwester
- Knockert, Franciscus († 1619), deutscher Jurist und Ratssekretär der Hansestadt Lübeck

### Knod
- Knode, Charles (1942–2023), britischer Kostümbildner
- Knode, Dorothy (* 1925), US-amerikanische Tennisspielerin
- Knode, Johann Daniel (1782–1845), deutscher Buchbinder und Verleger
- Knodel, Sieghard (* 1961), deutscher Politiker (parteilos, zuvor AfD)
- Knodel, Thomas (* 1953), deutscher Kirchenmusiker
- Knodel, Uwe (* 1955), deutscher Fußballspieler und -trainer
- Knödel, Walter (1926–2018), österreichischer Mathematiker
- Knoderer, Carl August (1824–1863), Revolutionär und Oberst im Sezessionskrieg
- Knoderer, Johann († 1565), deutscher Jurist, württembergischer Kanzler
- Knödgen, Karl Heinrich (1849–1920), Abgeordneter des Provinziallandtages der Provinz Hessen-Nassau
- Knödl, Vinzenz (1821–1890), Abt des Zisterzienserstiftes Rein in der Steiermark
- Knödler, Friedrich (1920–1988), deutscher Künstler
- Knödler, Günther (1925–1996), deutscher Fechter
- Knödler, Ottheinrich (1930–2015), deutscher evangelischer Geistlicher, Fernsehpfarrer
- Knödler, Otto (1887–1960), deutscher Kunstmaler
- Knodt, Emil (1852–1924), deutscher evangelischer Theologe und Tierschützer
- Knodt, Karl Ernst (1856–1917), deutscher Dichter und evangelischer Pfarrer von Ober-Klingen
- Knodt, Kurt (1909–1978), deutscher Politiker (SPD), MdL
- Knodt, Manfred (1920–1995), deutscher evangelischer Geistlicher und Landeshistoriker
- Knodt, Michael, deutscher Autor
- Knodt, Michèle (* 1967), deutsche Politikwissenschaftlerin
- Knodt, Reinhard (1951–2022), deutscher Schriftsteller und Philosoph

### Knoe
- Knoebel, Arthur (* 1934), US-amerikanischer Mathematiker
- Knoebel, Friedrich Wilhelm (1802–1871), deutscher Pädagoge, Revolutionär und Publizist
- Knoebel, Imi (* 1940), deutscher Maler und Bildhauer
- Knoebel, Robert (1874–1924), böhmischer Porträt- und Genremaler
- Knoedgen, Werner (* 1947), deutscher Puppenspieler
- Knoedler, Karl-Heinz (1926–2000), deutscher Maler und Bildhauer
- Knoefel, Wolfram Trudo (* 1962), deutscher Chirurg
- Knoepffler, Louis François Marie Auguste (1864–1918), elsässischer Landtagsabgeordneter
- Knoepffler, Nikolaus (* 1962), deutscher Philosoph, Inhaber des Lehrstuhls für Angewandte Ethik an der Universität JenaNikolaus Knoepffler (* 1962)

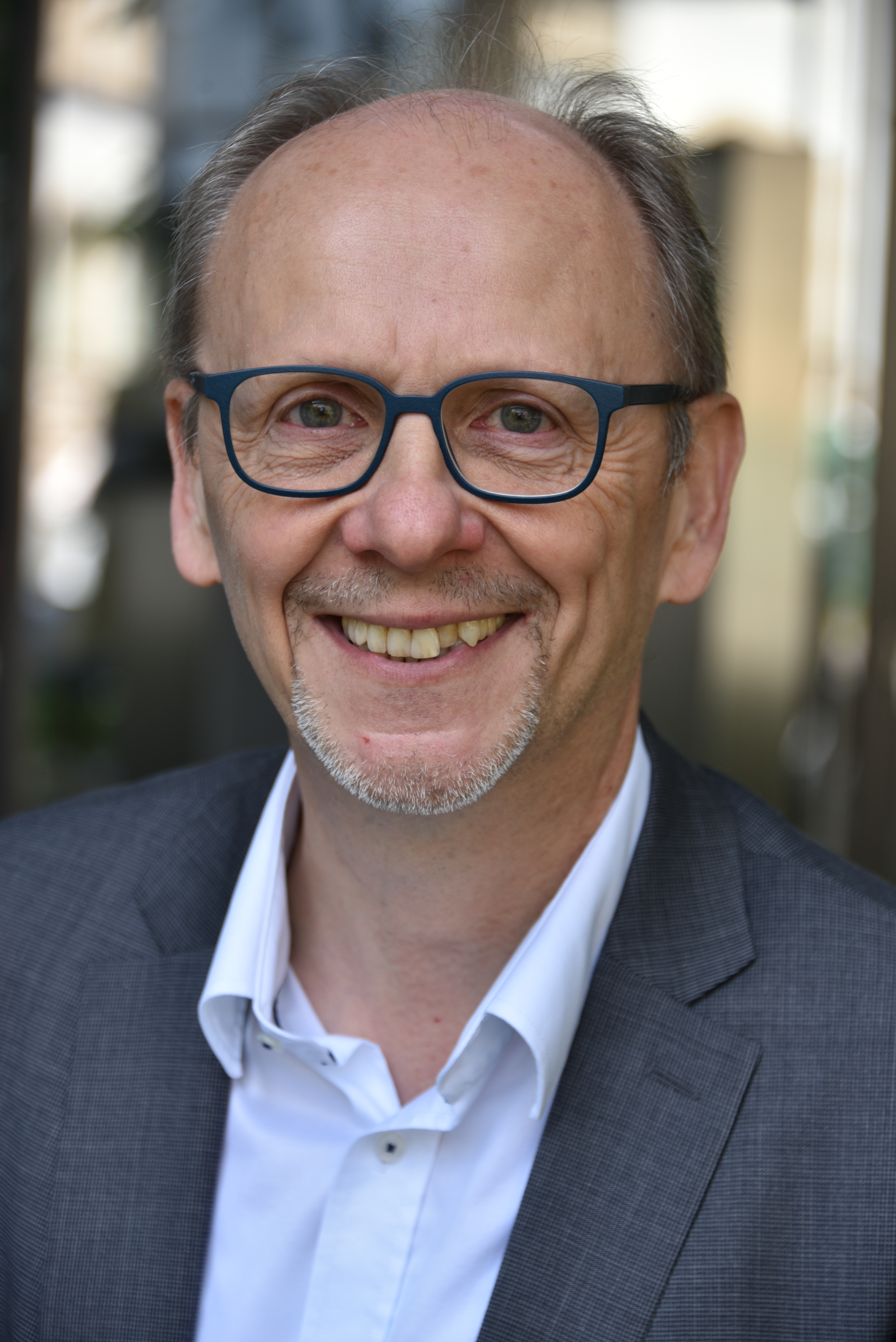
Nikolaus Knoepffler (* 1962)

- Knoepfler, Alois (1847–1921), deutscher römisch-katholischer Theologe und Kirchenhistoriker
- Knoepfli, Albert (1909–2002), Schweizer Kunsthistoriker und Denkmalpfleger
- Knoerich, Oliver (* 1971), deutscher Diplomat
- Knoerig, Axel (* 1967), deutscher Politiker (CDU), MdB
- Knoeringen, Waldemar von (1906–1971), deutscher Politiker (SPD), MdL, MdB
- Knoerzer, Alfred (1892–1978), deutscher Offizier und Kaufmann
- Knoerzer, Karl von (1819–1900), württembergischer General der Infanterie
- Knoesel, Ernst (1929–2005), deutscher Fußballspieler und Sportfunktionär
- Knoesel, Klaus (* 1964), deutscher Regisseur
- Knoespel, Hans-Robert (1915–1944), deutscher Falkner, Meteorologe und Polarforscher
- Knoester, Mats (* 1998), niederländischer Fußballspieler
- Knoetze, Kallie (* 1953), südafrikanischer Schwergewichtsboxer
- Knoevenagel, Albert (1825–1907), deutscher Maschinenfabrikant
- Knoevenagel, Emil (1865–1921), deutscher Chemiker
- Knoevenagel, Julius (1832–1914), deutscher Chemiker und Unternehmer sowie Pionier der Fototechnik
- Knoevenagel, Max (1856–1951), deutscher Maschinenfabrikant

### Knof
- Knof, Louise (* 1988), deutsche Schauspielerin und Theaterpädagogin
- Knof, Manfred (* 1965), deutscher Manager und Jurist
- Knof, Michael (* 1949), deutscher Film- und Fernsehregisseur
- Knof, Pauline (* 1980), deutsche Theater- und Filmschauspielerin
- Knofe, Oskar (1888–1978), deutscher Polizeipräsident, SS-Brigadeführer und Generalmajor der Polizei
- Knöfel, André (* 1963), deutscher Amateurastronom
- Knöfel, Dietbert (* 1936), deutscher Mineraloge und Baustoffwissenschaftler
- Knöfel, Johann, deutscher Komponist und Organist
- Knöfel, Oliver L., deutscher Rechtswissenschaftler
- Knöfel, Reinhard (* 1931), deutscher Fußballspieler
- Knöfel, Robert (1834–1884), deutscher Schumacher, Gründer des Arbeiterbildungsverein
- Knofel, Walter (1952–2018), österreichischer Regisseur
- Knöferl, Lorenz (* 2003), deutscher Fußballspieler
- Knöffel, Johann Christoph (1686–1752), deutscher Baumeister und ArchitektJohann Christoph Knöffel (1686–1752)

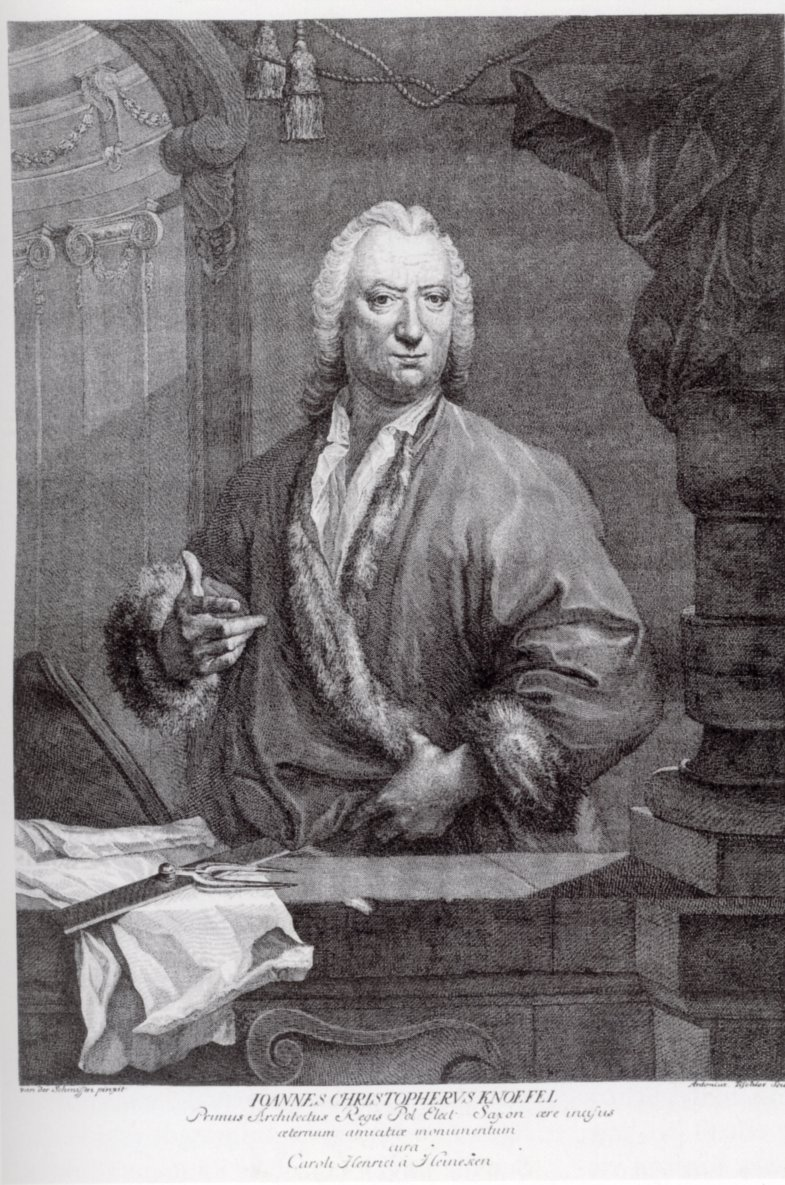
Johann Christoph Knöffel (1686–1752)

- Knöffler, Johann Gottfried (1715–1779), deutscher Bildhauer
- Knoflach, Tobias (* 1993), österreichischer Fußballtorwart
- Knoflacher, Hermann (* 1940), österreichischer Zivilingenieur und Verkehrswissenschaftler, Professor
- Knöfler, Barbara (* 1957), deutsche Politikerin (parteilos), MdL
- Knöfler, Claus-Dieter (* 1930), deutscher Eisenbahningenieur und Politiker (LDPD), MdV
- Knöfler, Lukas (* 1972), österreichischer Jazzmusiker (Schlagzeug)
- Knöfler, Michael (* 1989), deutscher Regisseur, Schauspieler und Produzent
- Knöfler, Peer (* 1968), deutscher Politiker (CDU), MdL
- Knoflíček, Ivo (* 1962), tschechoslowakischer Fußballspieler

### Knog
- Knogl, Peter (* 1968), deutscher Koch
- Knogler, Gabriel (1759–1838), bayerischer Benediktinermönch, Naturforscher und Politiker
- Knogler, Gerhard (* 1943), österreichischer Bildhauer und Hochschullehrer
- Knögler, Mario (* 1979), österreichischer Sportschütze
- Knoglinger, Walter (1928–2012), österreichischer Journalist und Sportfunktionär

### Knoh
- Knohll, Johann Paul, sächsischer Amts-, Bau- und Weinbergsschreiber, Weinfachmann

### Knok
- Knoke, Albert (1896–1960), deutscher Maler
- Knoke, Friedrich (1844–1928), deutscher Altphilologe und Heimatforscher
- Knoke, Gary (1942–1984), australischer Hürdenläufer und Sprinter
- Knoke, Heinz (1921–1993), deutscher Politiker (SRP), MdL
- Knoke, Heinz (1922–1991), deutscher Maler
- Knoke, Karl (1841–1920), deutscher lutherischer Theologe und Hochschullehrer
- Knoke, Karl Hermann (1909–1994), deutscher Jurist und Diplomat
- Knoke, Michael (1968–2010), deutscher Schriftsteller
- Knoke, Paul (1874–1963), deutscher Jurist und Professor für Öffentliches Recht
- Knoke, Thomas (* 1965), deutscher Forstwissenschaftler
- Knoke, Waldemar (* 1924), deutscher Radrennfahrer

### Knol
- Knol, Matthijs Wouter (* 1977), niederländischer Filmproduzent und Kurator
- Knol, Monique (* 1964), niederländische Radrennfahrerin
- Knold, Martin (* 1976), norwegischer Eishockeyspieler
- Knoles, Amy (* 1959), US-amerikanische Musikerin (elektronische Perkussion)
- Knölker, Hans-Joachim (* 1958), deutscher Chemiker
- Knoll, Adolf (1924–1999), deutscher Fußballspieler und -trainer
- Knoll, Adolf (1938–2018), österreichischer Fußballspieler
- Knoll, Albert (1796–1863), Südtiroler Kapuziner
- Knoll, Albert (1858–1952), deutscher Chemiker und Unternehmer
- Knoll, Alfons (* 1957), deutscher Theologe
- Knoll, Alfred (1834–1893), österreichischer Jurist und Politiker
- Knoll, Alois C. (* 1961), deutscher Informatiker
- Knoll, Anabel (* 1996), deutsche Triathletin
- Knoll, Andi (* 1972), österreichischer Hörfunk- und FernsehmoderatorAndi Knoll (* 1972)

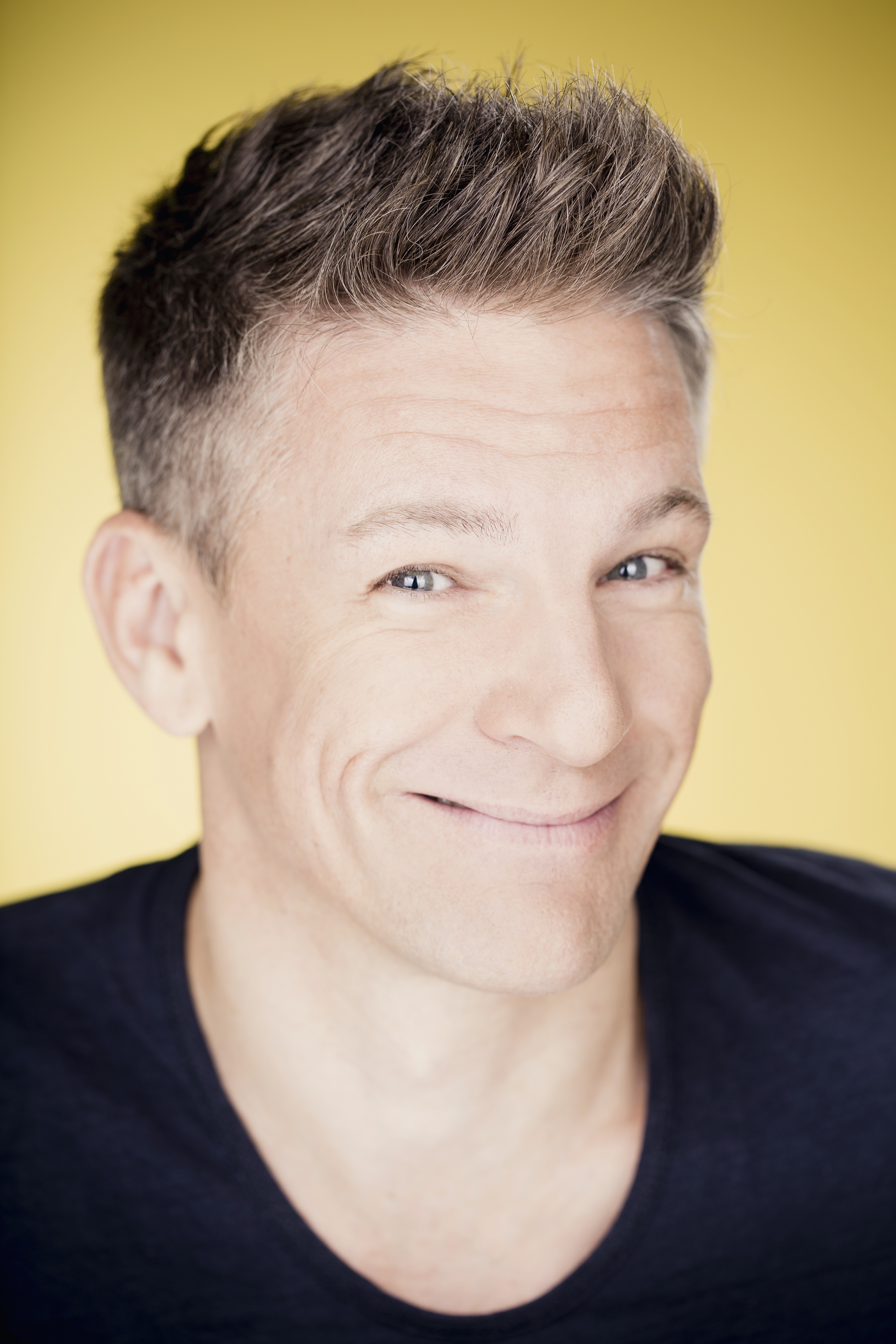
Andi Knoll (* 1972)

- Knoll, Andrew (* 1951), US-amerikanischer Geologe
- Knoll, Annika (* 1993), deutsche Biathletin
- Knoll, Anton (* 2004), österreichischer Wasserspringer
- Knoll, August Maria (1900–1963), österreichischer Jurist, Soziologe und katholischer Sozialreformer
- Knoll, Christiane, deutsche Hörfunkjournalistin
- Knoll, Christof Ludwig (1895–1946), Funktionshäftling im KZ DachauChristof Ludwig Knoll (1895–1946)

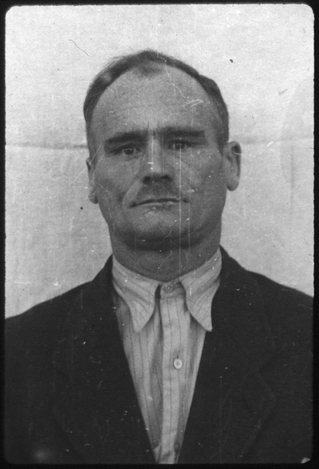
Christof Ludwig Knoll (1895–1946)

- Knoll, Christoph (1563–1630), deutscher Kirchenlieddichter
- Knoll, Cyrill (1813–1900), deutscher römisch-katholischer Ordenspriester
- Knoll, David Tobias (1736–1818), deutscher Kaufmann und Komponist
- Knoll, Detlev, deutscher Basketballspieler
- Knoll, Eduard (1817–1882), deutscher Parlamentarier und Verwaltungsbeamter im Fürstentum Reuß älterer Linie
- Knöll, Emil (1889–1972), Schweizer Bildhauer
- Knoll, Ernst (1940–1997), deutscher Ringer
- Knoll, Ernst Gustav (1889–1965), deutscher Jurist
- Knoll, Erwin (1931–1994), US-amerikanischer Journalist und Redakteur
- Knoll, Florence (1917–2019), US-amerikanische Innenarchitektin und Designerin
- Knoll, Franziskus (* 1971), deutscher römisch-katholischer Theologe, Priester und Pflegewissenschaftler, Mitglied des Dominikanerordens
- Knoll, Friedrich (1825–1894), böhmischer Komponist, Pianist und Chorleiter
- Knoll, Friedrich (1841–1900), deutscher Geometer und Schriftsteller
- Knoll, Friedrich (1869–1951), preußischer Landrat
- Knoll, Fritz (1883–1981), österreichischer Botaniker
- Knoll, Gerhard (1941–2009), deutscher Historiker und Bibliothekar
- Knoll, Gertraud (* 1958), österreichische evangelische Theologin und Politikerin (SPÖ), Abgeordnete zum Nationalrat, Mitglied des BundesratesGertraud Knoll (* 1958)

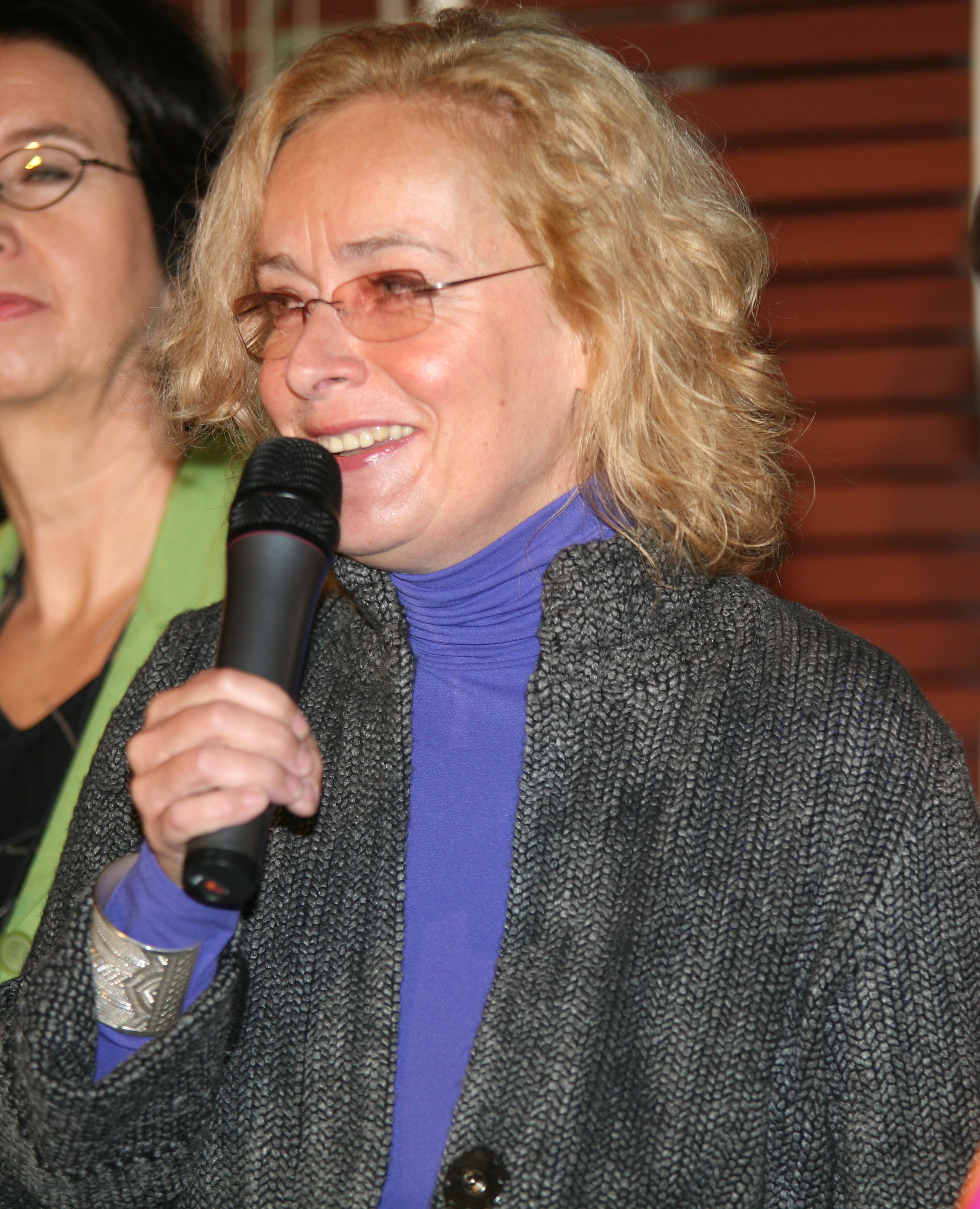
Gertraud Knoll (* 1958)

- Knoll, Günter (1954–2025), deutscher Regisseur
- Knöll, Hans (1913–1978), deutscher Arzt und Mikrobiologe
- Knoll, Hans (1914–1955), deutscher Unternehmer
- Knöll, Heinz-Dieter (* 1947), deutscher Wirtschaftsinformatiker
- Knoll, Helli (1904–1976), deutsche Journalistin und Frauenrechtlerin
- Knoll, Hermann (1897–1935), Priester der Diözese Speyer, Spiritual, bayerischer Offizier im Ersten Weltkrieg, Kriegsversehrter
- Knoll, Hermann (1931–2015), österreichischer Eishockey- und Feldhockeyspieler sowie Eishockeytrainer
- Knoll, Hermann (* 1971), österreichischer Schachspieler
- Knoll, Horst-Erhardt (1931–2016), deutscher Politiker (FDP), MdL
- Knoll, Joachim H. (1932–2024), deutscher Pädagoge und Autor
- Knoll, Johann Georg (1644–1704), deutscher Architekt und Baumeister
- Knöll, Johann Heinrich (1806–1891), österreichischer Politiker
- Knoll, Johann Nikolaus († 1735), deutscher Bildhauer
- Knoll, John (* 1962), US-amerikanischer InformatikerJohn Knoll (* 1962)

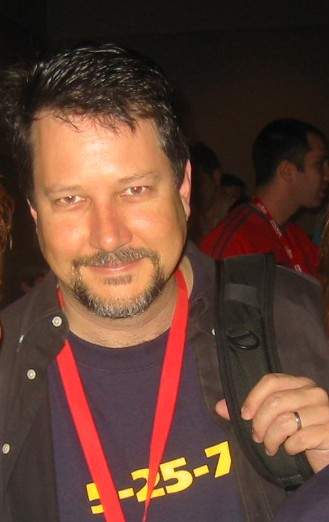
John Knoll (* 1962)

- Knoll, Josef (1899–1976), deutscher Pflanzenbauwissenschaftler
- Knoll, Josef (1926–2013), österreichischer Politiker (ÖVP), Abgeordneter zum Nationalrat, Vorsitzender des Bundesrates
- Knoll, Josef Franz (1713–1776), Verwalter der Kammerdomäne Temescher Banat
- Knoll, Joseph Leonhard (1775–1841), böhmischer Pädagoge und Hochschullehrer
- Knoll, Julian (* 1999), deutscher Fußballspieler
- Knoll, Julius Georg (1790–1851), deutscher Jurist
- Knoll, Karl (1864–1921), deutscher Pfarrer und Politiker, Landtagsabgeordneter Waldeck
- Knoll, Karl (* 1871), deutscher Verwaltungsjurist und Landrat
- Knoll, Klaus (1941–2022), deutscher Sportwissenschaftler und Turner
- Knoll, Konrad (1829–1899), deutscher Bildhauer
- Knoll, Kurt (1889–1959), österreichischer Linguist und deutscher SS-Standartenführer
- Knoll, Kurt (* 1958), deutscher Fußballspieler und -trainer
- Knöll, Laura (* 1991), deutsche Sportjournalistin und Fernsehmoderatorin
- Knöll, Luana (* 1999), deutsche Schauspielerin
- Knoll, Manuel (* 1964), deutscher Politikwissenschaftler und Philosoph
- Knoll, Manuel (* 1990), deutscher Politiker (CSU), MdLManuel Knoll (* 1990)

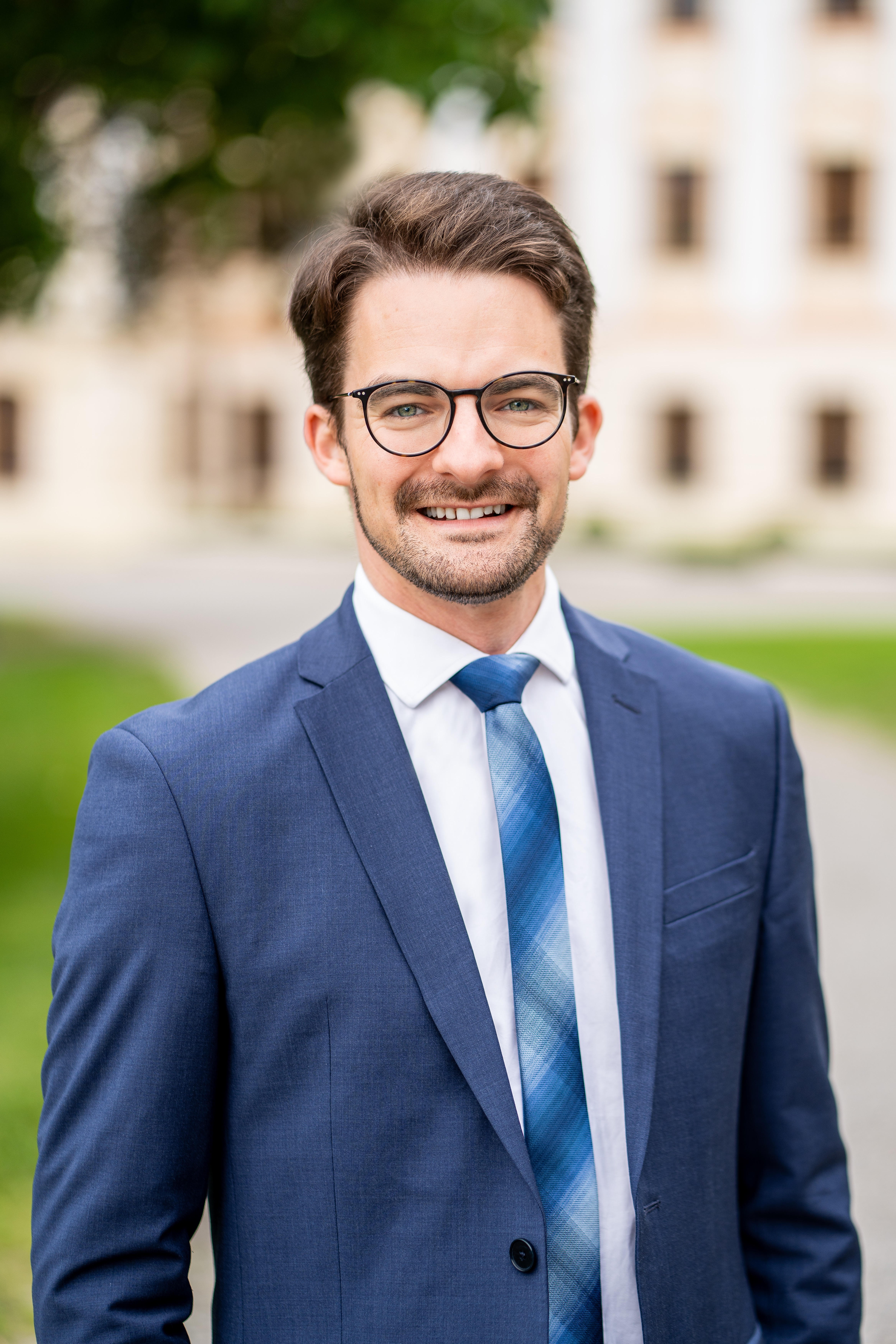
Manuel Knoll (* 1990)

- Knoll, Martin (1888–1937), österreichischer Architekt
- Knoll, Martin (* 1969), deutscher Historiker
- Knoll, Marvin (* 1990), deutscher Fußballspieler
- Knoll, Matthias (* 1963), deutscher Übersetzer, Lyriker und Schauspieler
- Knoll, Max (1897–1969), deutscher Elektrotechniker
- Knoll, Meinhard, deutscher Ingenieurwissenschaftler und Hochschullehrer
- Knoll, Michael (1805–1852), deutscher Feldmesser
- Knoll, Michael (1957–1978), deutscher Terrorist, Mitglied der Rote Armee Fraktion
- Knoll, Mireille (1932–2018), französische Überlebende des Holocaust, Opfer eines antisemitischen Mordes
- Knoll, Peter (1940–2023), deutscher Geophysiker, Professor sowie Unternehmer
- Knoll, Philipp (1841–1900), österreichischer Pathologe
- Knoll, Rebekka (* 1988), deutsche Schriftstellerin
- Knoll, Robert (1912–1985), deutscher Möbel- und Textilfabrikant
- Knoll, Roland (* 1967), deutscher Triathlet
- Knoll, Rudolf (1833–1896), deutscher Politiker (NLP) und Unternehmer
- Knoll, Rudolf (1844–1914), böhmischer Politiker und Verwaltungsbeamter
- Knoll, Rudolf (1926–2007), deutscher Opernsänger
- Knoll, Rudolf (* 1947), deutscher Weinexperte
- Knoll, Sandra (* 1981), österreichische Schauspielerin
- Knoll, Silke-Beate (* 1967), deutsche Sprinterin
- Knoll, Stefan M. (* 1957), deutscher Unternehmer, Jurist und Reserveoffizier
- Knoll, Stephan (* 1973), deutscher Curler
- Knoll, Sven (* 1980), italienischer Politiker (Süd-Tiroler Freiheit)Sven Knoll (* 1980)

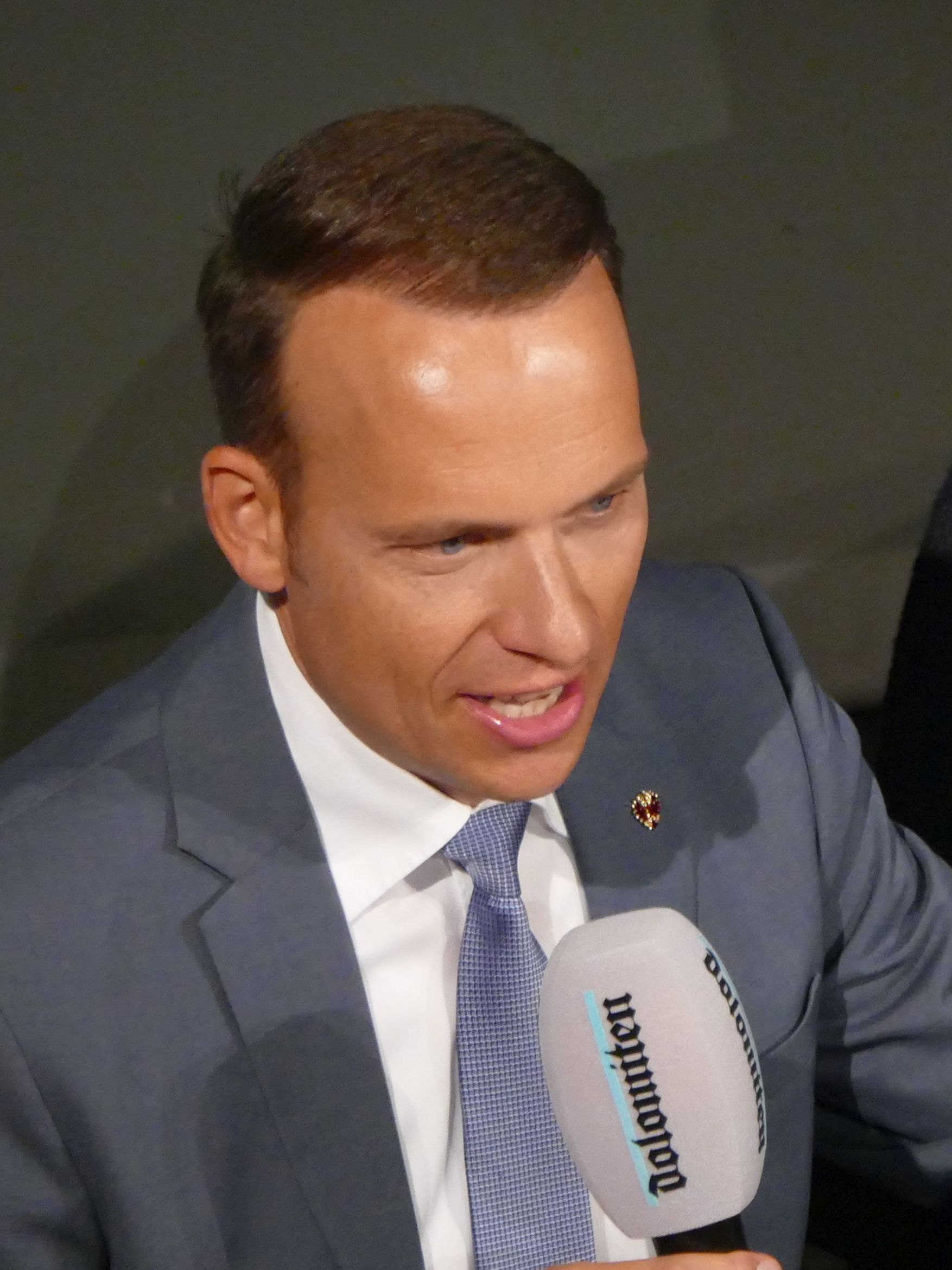
Sven Knoll (* 1980)

- Knoll, Thomas (* 1960), US-amerikanischer Software-Entwickler
- Knoll, Thomas (* 1971), deutscher Urologe
- Knöll, Törles (* 1997), deutscher Fußballspieler
- Knoll, Valérie (* 1978), Schweizer Kulturwissenschaftlerin, Kunstkritikerin und Kuratorin
- Knoll, Waldemar (1829–1909), deutscher Maler, Bühnenbildner und Theaterintendant
- Knoll, Walter (1876–1971), deutscher Möbelfabrikant
- Knoll, Walter (1928–2012), deutscher Ingenieur und Unternehmer
- Knoll, Werner (1896–1967), deutscher Offizier, zuletzt Generalapotheker im Zweiten Weltkrieg
- Knoll, Wilhelm (1873–1947), deutscher Politiker (Zentrum), MdR
- Knoll, Wilhelm (1876–1958), Schweizer Sportmediziner
- Knoll, Willibald (1912–1984), österreichischer katholischer Geistlicher, Trappistenabt
- Knoll, Wolfgang (1929–2019), deutscher Politiker (FDP)
- Knoll, Wolfgang (* 1949), deutscher Biophysiker und Träger der Wilhelm-Exner-Medaille
- Knoll, Wolfgang Adam († 1780), deutscher Bildhauer
- Knoll, Xenia (* 1992), Schweizer Tennisspielerin
- Knolle, Friedhart (* 1955), deutscher Geologe und Naturschützer
- Knolle, Friedrich (1807–1877), deutscher Kupferstecher
- Knolle, Friedrich (1903–1977), deutscher Buchhändler und Gaukulturwart
- Knolle, Helmut (* 1939), deutscher Mathematiker, Biomathematiker und Sachbuchautor
- Knolle, Jon (* 1999), deutscher Radrennfahrer
- Knolle, Karsten (1939–2024), deutscher Politiker (CDU), MdL, MdEP
- Knolle, Rainer (1918–1986), deutscher SED-Funktionär
- Knolle, Theodor (1885–1955), deutscher evangelisch-lutherischer Theologe und Bischof der Evangelisch-Lutherischen Kirche im Hamburgischen Staate
- Knolleisen, Johannes (1450–1513), deutscher Theologe, Hochschullehrer, Domherr und Errichter einer Stiftung für Studenten
- Knollema, Jolien (* 2003), niederländische Volleyballspielerin
- Knollenberg, Friedrich (1878–1950), deutscher Politiker (CDU), MdL
- Knollenberg, Joe (1933–2018), US-amerikanischer Politiker
- Knöller, Britta (* 1975), deutsche Filmproduzentin
- Knoller, Franz († 1732), österreichischer Orgelbauer
- Knöller, Karl (1868–1963), deutscher Komponist, Heimatforscher und Schriftsteller
- Knoller, Lesser (1860–1931), deutscher Seminardirektor, Religionslehrer, Rabbiner und Sachbuchautor
- Knoller, Martin (1725–1804), Freskomaler im süddeutschen und österreichischen Raum
- Knoller, Ohad (* 1976), israelischer Film- und Theaterschauspieler
- Knöller, Paco (* 1950), deutscher Maler
- Knoller, Richard (1869–1926), österreichischer Hochschullehrer und Flugzeugtechniker
- Knöller, Ulrich (* 1945), deutscher Bauingenieur und Heimatforscher
- Knolles, Robert († 1407), englischer Militär
- Knöllinger, Hermann (1883–1914), deutscher Klassischer Philologe
- Knollmann, Friedrich (1880–1920), deutscher Politiker der DNVP
- Knollmann, Ingo (* 1976), deutscher RocksängerIngo Knollmann (* 1976)

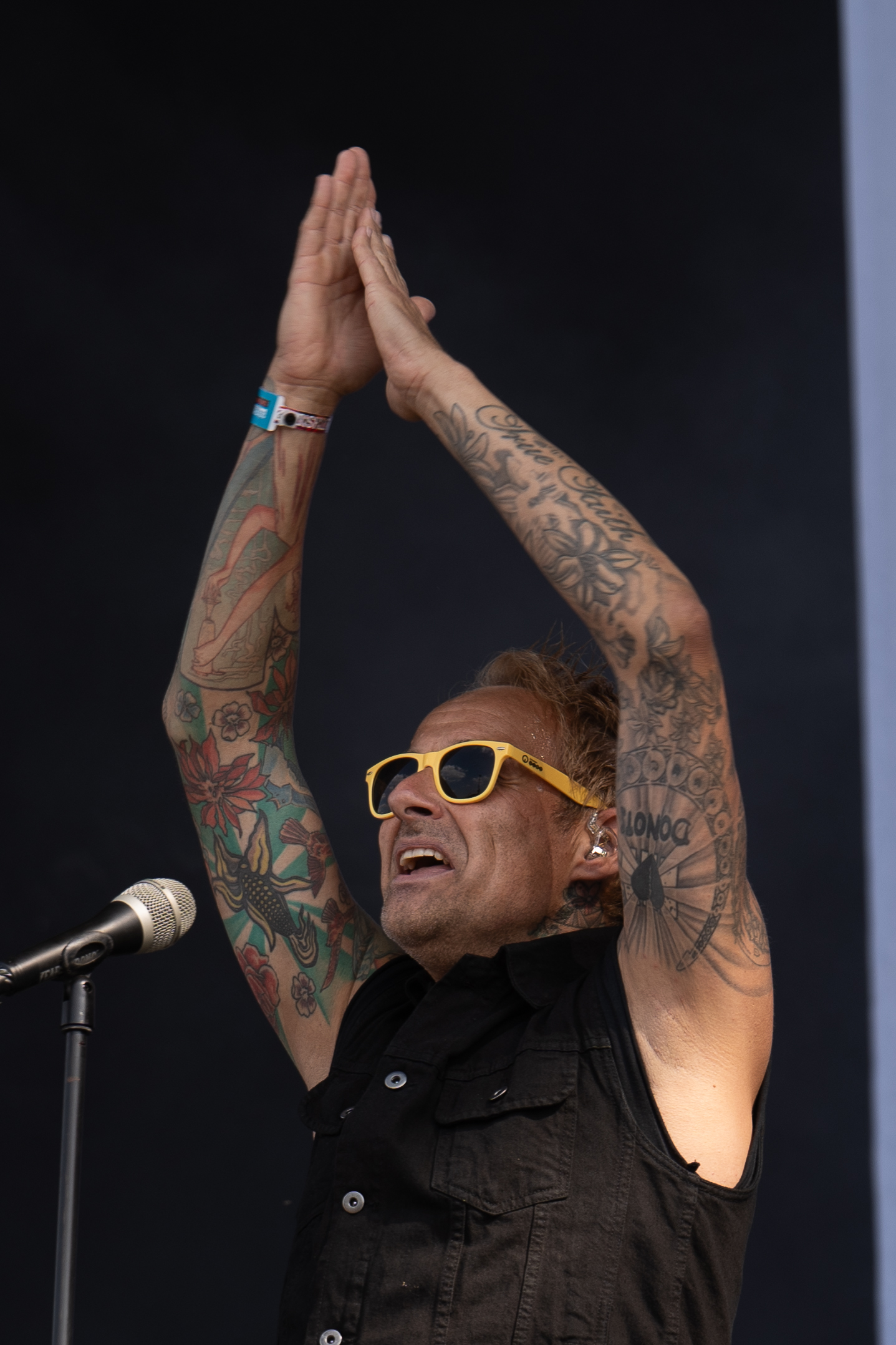
Ingo Knollmann (* 1976)

- Knollmann, Joachim (* 1947), deutscher Rallyefahrer
- Knollmüller, Jakob (* 2003), österreichischer Fußballspieler
- Knollys, David, 3. Viscount Knollys (1931–2023), britischer Peer und Politiker (Conservative Party)
- Knollys, Edward, 2. Viscount Knollys (1895–1966), britischer Kolonialgouverneur, Manager, Peer und Oberhausmitglied
- Knollys, Francis († 1596), englischer Ritter und Minister unter Elisabeth I.
- Knollys, Francis, 1. Viscount Knollys (1837–1924), Privatsekretär der britischen Könige Eduard VII. und Georg V.
- Knollys, Lettice (1543–1634), britische AdligeLettice Knollys (1543–1634)

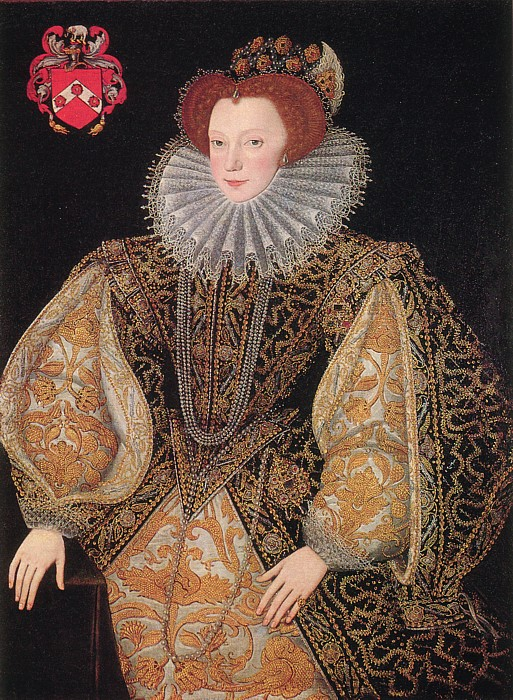
Lettice Knollys (1543–1634)

- Knollys, William (1797–1883), britischer General
- Knolmayer, Gerhard (* 1948), österreichischer Wirtschaftswissenschaftler
- Knolz, Joseph Johann (1791–1862), österreichischer Mediziner und Verwaltungsbeamter

### Knon
- Knöner, Rudolf (1929–1990), deutscher Physiker

### Knoo
- Knoodt, Franz Peter (1811–1889), deutscher Philosoph
- Knoop, Alice (* 1885), deutsche Amateurgolferin und erste Deutsche Meisterin im Golf
- Knoop, August Hermann (* 1856), deutscher Porträt- und Genremaler
- Knoop, Christian (* 1961), deutscher Fußballspieler
- Knoop, Claas Dieter (* 1945), deutscher Diplomat, Professor an der Jacobs University Bremen
- Knoop, Edgar (* 1936), deutscher Maler, Objektkünstler und Fotograf
- Knoop, Franz (1875–1946), deutscher Chemiker
- Knoop, Georg (1797–1849), deutscher Violoncellist
- Knoop, Gerhard Ouckama (1861–1913), deutscher Schriftsteller
- Knoop, Hugo (1886–1966), deutscher Pfarrer und Politiker (FDP)
- Knoop, Johann Hermann, deutscher Pomologe
- Knoop, Ludwig (1821–1894), deutscher UnternehmerLudwig Knoop (1821–1894)

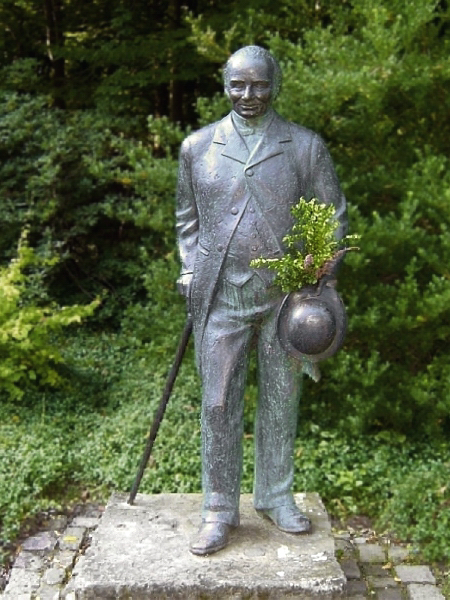
Ludwig Knoop (1821–1894)

- Knoop, Matthias (* 1974), deutscher Jazzmusiker (Trompete)
- Knoop, Otto (1853–1931), deutscher Gymnasialprofessor und bedeutender Sagensammler in Pommern und der Provinz Posen
- Knoop, Rick (* 1953), US-amerikanischer Autorennfahrer
- Knoop, Ulrich (1940–2024), deutscher Germanist und Hochschullehrer
- Knoop, Volker (* 1963), deutscher Evolutionsbiologe
- Knoop, Willy (1888–1966), deutscher Maler
- Knoop-Graf, Anneliese (1921–2009), deutsche Schulleiterin und Publizistin (Widerstand gegen den Nationalsozialismus)
- Knoop-Schellbach, Margret (1913–2004), deutsche Malerin

### Knop
- Knop Jacobsen, Mia (* 1992), dänische Jazzmusikerin (Gesang, Komposition)
- Knop, Adolph (1828–1893), deutscher Geologe, Mineraloge und Hochschullehrer
- Knop, August (1903–1994), deutscher Politiker (NSDAP), MdR
- Knop, Beatrice (* 1972), deutsche Balletttänzerin
- Knop, Carsten (* 1969), deutscher Journalist und Herausgeber der FAZ
- Knop, Daniel (* 1957), deutscher Journalist und Autor
- Knop, Friedrich (* 1958), deutscher Mathematiker
- Knop, Ingmar (* 1975), deutscher Jurist sowie ehemaliger Neonazi, Politiker (DVU, NPD) und Aktivist
- Knop, Jens (* 1952), deutscher Fußballspieler
- Knop, Julia (* 1977), deutsche römisch-katholische Theologin
- Knop, Jutta (* 1944), deutsche Politikerin (CDU), MdVK und Bürgermeisterin
- Knop, Matze (* 1974), deutscher Comedian, Moderator, Sänger und SchauspielerMatze Knop (* 1974)

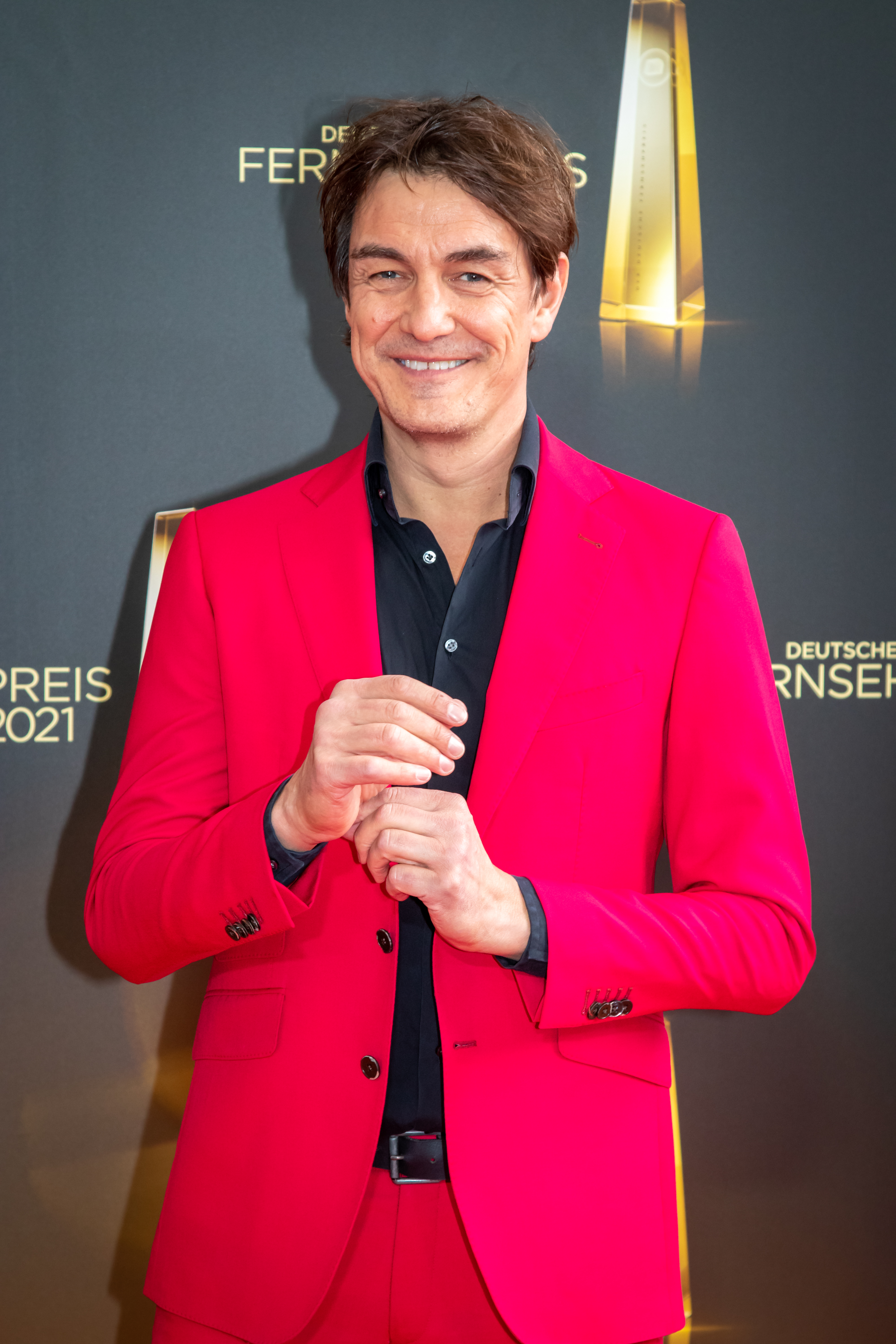
Matze Knop (* 1974)

- Knop, Petr (* 1994), tschechischer Skilangläufer
- Knop, Seta (* 1960), slowenische Literaturwissenschaftlerin, Soziologin, Autorin und Übersetzerin
- Knop, Stefan (* 1971), deutscher Mediziner und Hochschulprofessor
- Knop, Uwe (* 1972), deutscher Ernährungswissenschaftler und Publizist
- Knop, Walter (1906–1991), deutscher Politiker (NSDAP), MdR
- Knop, Werner (1911–1970), deutsch-britischer Journalist
- Knop, Wilhelm (1817–1891), deutscher Agrikulturchemiker und Pflanzenphysiologe
- Knopek, Lutz (* 1958), deutscher Politiker (FDP), MdB
- Knopf, Adolph (1882–1966), US-amerikanischer Geologe und Petrologe
- Knopf, Brigitte (* 1973), deutsche KlimawissenschaftlerinBrigitte Knopf (* 1973)

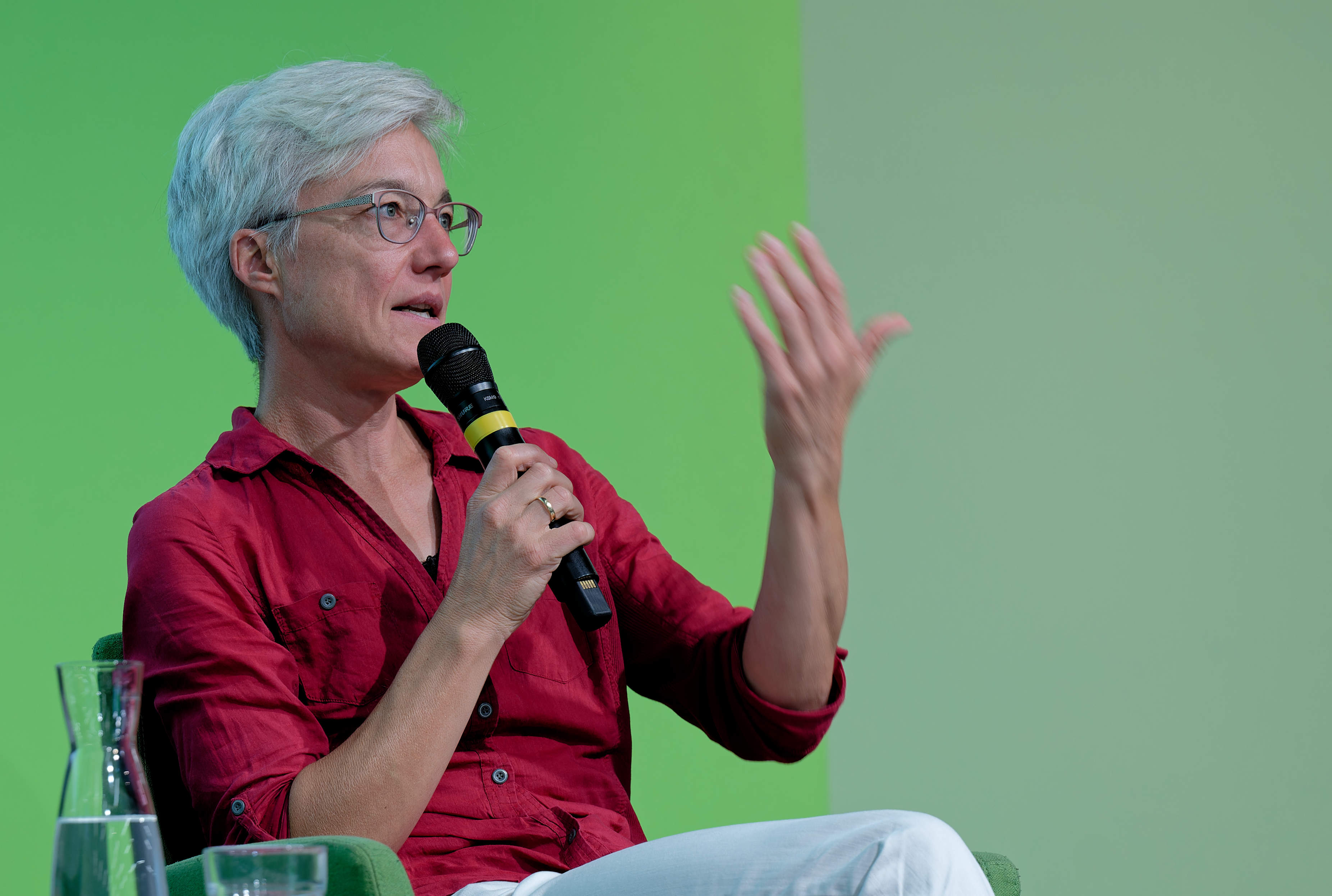
Brigitte Knopf (* 1973)

- Knopf, Christopher (1927–2019), US-amerikanischer Drehbuchautor
- Knopf, Daniel (1666–1738), Schweizer Bankier und Pietist
- Knopf, Eberhard (1858–1945), deutscher Schmied, Gastwirt und Kinobetreiber
- Knopf, Edwin H. (1899–1981), US-amerikanischer Filmproduzent, Regisseur und Drehbuchautor
- Knopf, Eleanora (1883–1974), US-amerikanische Geologin
- Knopf, Ernst (1873–1926), deutscher Schriftsteller
- Knopf, Hermann (1870–1928), deutscher Genremaler
- Knopf, Jan (* 1944), deutscher Literaturwissenschaftler
- Knopf, Johann (1866–1910), deutscher Art-Brut-Künstler
- Knopf, Kerstin, deutsche Amerikanistin
- Knopf, Maike-Katrin (* 1959), deutsche Fußballspielerin
- Knopf, Mandana (* 1992), deutsche Fußballspielerin
- Knopf, Martin (* 1876), deutscher Kapellmeister und Komponist
- Knopf, Medusa (* 1976), deutsche Schauspielerin
- Knopf, Michael (1961–2006), deutscher Journalist und Spielekritiker
- Knopf, Norbert (* 1944), deutscher Fußballspieler
- Knopf, Norbert (* 1967), deutscher Politiker (Bündnis 90/Die Grünen), MdL Baden-Württemberg
- Knopf, Olga (1888–1978), austroamerikanische Individualpsychologin
- Knopf, Otto (1926–2005), deutscher Schriftsteller und Mundartdichter
- Knopf, Paul (1927–2023), US-amerikanischer Jazzpianist und Komponist
- Knopf, Philip (1847–1920), US-amerikanischer Politiker
- Knopf, Robert (* 1862), deutscher lutherischer Geistlicher und Publizist
- Knopf, Rudolf (1874–1920), protestantischer Theologe und Gelehrter
- Knöpfel, Dagmar (* 1956), deutsche Filmregisseurin und Drehbuchautorin
- Knöpfel, Eckehardt (* 1946), deutscher Pädagoge, Autor und Pädagogik-Publizist
- Knöpfel, Horst Bernhard (1920–2007), deutscher Schriftsteller und Publizist
- Knöpfel, Thomas (* 1983), Schweizer Fußballspieler
- Knöpfelmacher, Wilhelm (1866–1938), österreichischer Kinderarzt
- Knöpfer, Otto (1911–1993), deutscher Maler
- Knöpfke, Friedrich Georg (1874–1933), deutscher Rundfunkpionier; erster Direktor der Funk-Stunde Berlin
- Knöpfle, Franz (1926–2013), deutscher Jurist und Hochschulpolitiker
- Knöpfle, Georg (1904–1987), deutscher Fußballspieler und -trainer
- Knöpfle, Max (1884–1949), deutscher Verwaltungsjurist
- Knopfler, David (* 1952), schottischer Musiker (Dire Straits)
- Knöpfler, Joseph Franz (1877–1963), deutscher Archivar
- Knopfler, Mark (* 1949), schottischer Musiker (Dire Straits)Mark Knopfler (* 1949)

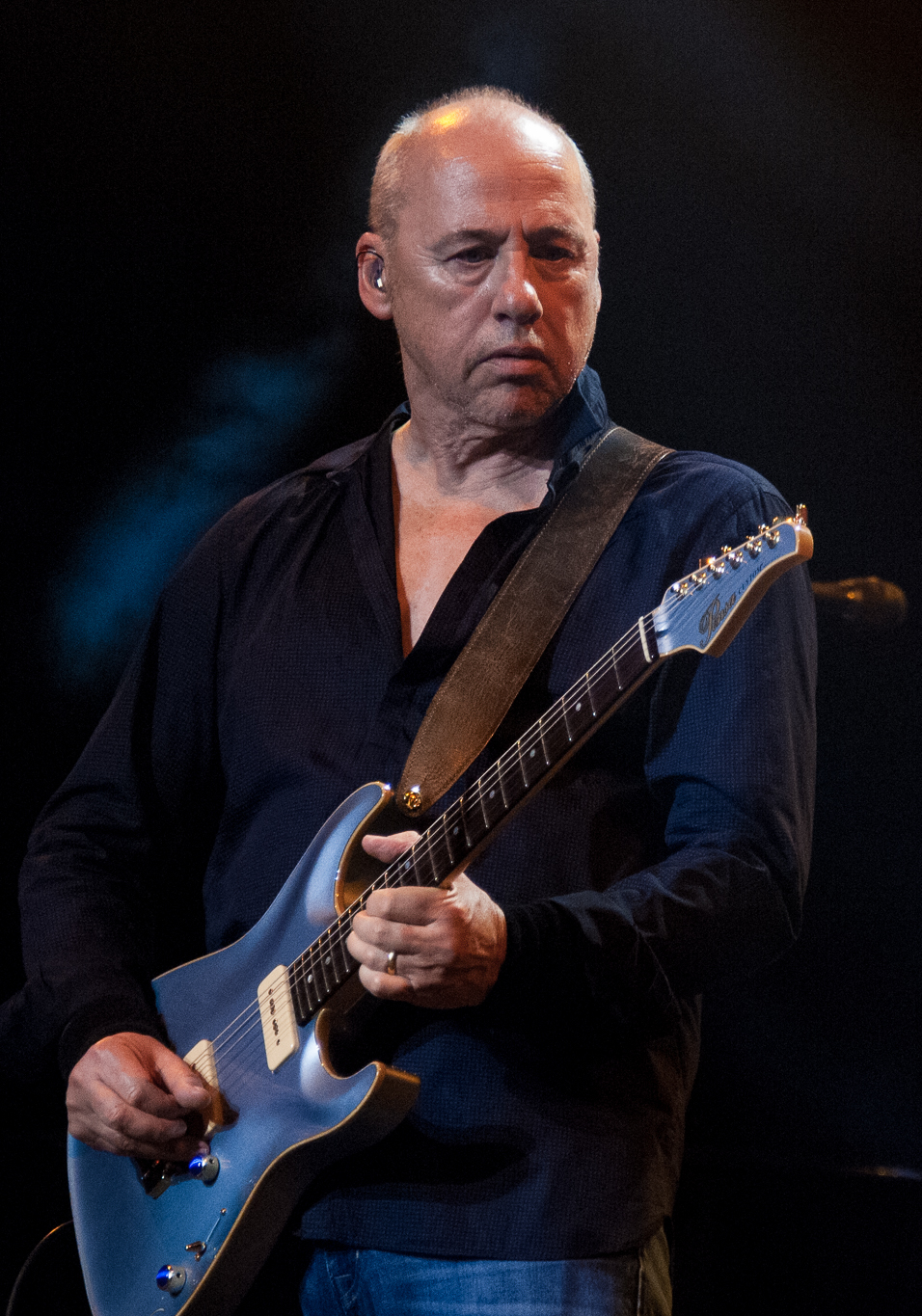
Mark Knopfler (* 1949)

- Knöpfli, Claudio (* 1954), Schweizer Kunstmaler und Zeichner
- Knopfli, Rui (1932–1997), mosambikanischer Schriftsteller und Poet
- Knöpfli, Sonja (* 1977), Schweizer Ultramarathonläuferin
- Knopfmacher, John (1937–1999), südafrikanischer Mathematiker
- Knöpke, Horst (1907–1998), deutscher Politiker (SPD), MdL
- Knopke, Volkmar (1946–2013), deutscher Basketballspieler
- Knöpken, Andreas (1468–1539), deutscher Geistlicher und Reformator
- Knopoff, Leon (1925–2011), US-amerikanischer Geophysiker und Geologe
- Knopp, Andreas, deutscher Ingenieur und Professor für Satellitenkommunikation an der Universität der Bundeswehr München
- Knopp, Audrey (* 1990), deutsche Fußballspielerin
- Knopp, Bruno Wilhelm (1912–1992), deutscher Jurist, Volkswirtschaftler, Politiker und Publizist
- Knopp, Fay Honey (1918–1995), US-amerikanische Bürgerrechts- und Friedensaktivistin sowie Gefängnis-Abolitionistin
- Knopp, Felix (* 1975), deutscher Schauspieler und Hörspielsprecher
- Knöpp, Friedrich (1904–1995), deutscher Archivar und Historiker
- Knopp, Gisbert (1941–2021), deutscher Kunsthistoriker
- Knopp, Guido (* 1948), deutscher Journalist, Historiker, Publizist und FernsehmoderatorGuido Knopp (* 1948)

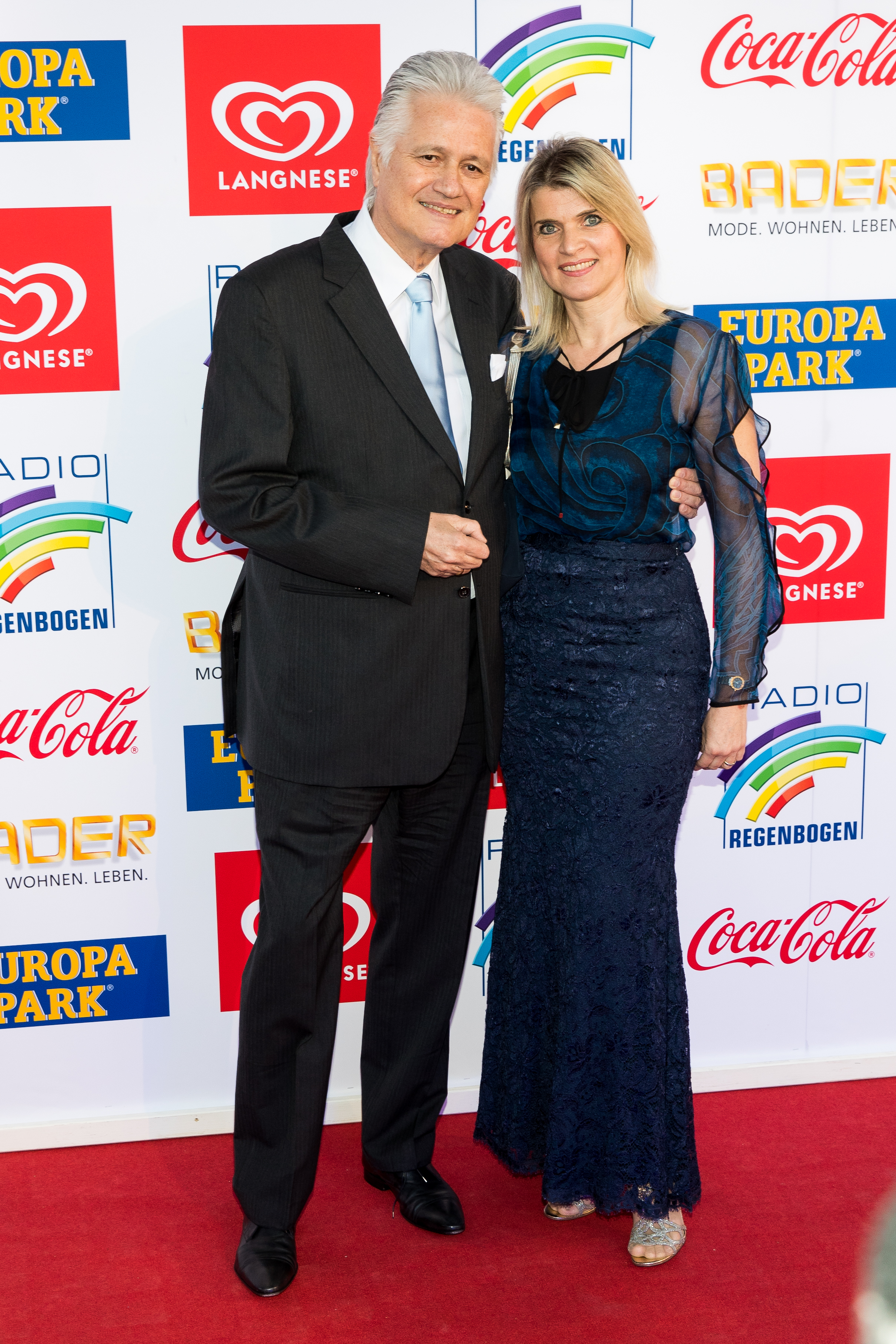
Guido Knopp (* 1948)

- Knopp, Hans-Georg (* 1945), deutscher Geisteswissenschaftler und Kulturmanager
- Knopp, Konrad (1882–1957), deutscher Mathematiker
- Knopp, Lothar (* 1957), deutscher Rechtswissenschaftler
- Knopp, Marvin (1933–2011), amerikanischer Mathematiker
- Knopp, Nikolaus (1814–1865), deutscher katholischer Geistlicher und Kirchenrechtler
- Knopp, Nikolaus (1866–1942), deutscher Politiker und Verwaltungsbeamter
- Knopp, Werner (1931–2019), deutscher Rechtswissenschaftler, Rektor der Universität Münster, Präsident der Stiftung Preußischer Kulturbesitz
- Knopp-Rupertsberger, Helen (* 1942), österreichische Malerin, Textilkünstlerin, Lokalpolitikerin und Hochschullehrerin
- Knoppe, Mathias (* 1966), deutscher Fotograf
- Knoppe, Reinhold (1908–1983), deutscher Oberst im Ministerium für Staatssicherheit (MfS) der DDR
- Knöppel, Arvid (1867–1925), schwedischer Sportschütze
- Knöppel, Hermann (* 1956), deutscher Fußballspieler
- Knopper, Klaus (* 1968), deutscher Erfinder der Linux-Distribution Knoppix
- Knoppers, Gary N. (1956–2018), kanadischer Alttestamentler
- Knops, Günter (1942–2011), deutscher Fußballtorhüter
- Knops, Kai-Oliver (* 1966), deutscher Rechtswissenschaftler
- Knops, Raymond (* 1971), niederländischer Politiker
- Knops, Robbie (* 1982), belgischer Dartspieler

### Knor
- Knor, Daniela (* 1972), deutsche Autorin von Fantasy-, Romantik und Science-Fiction-Romanen
- Knör, Günther (* 1965), deutscher Chemiker, Leiter des Instituts für Anorganische Chemie
- Knör, Hans (* 1884), deutscher Jurist
- Knör, Jörg (* 1959), deutscher Komiker und ParodistJörg Knör (* 1959)

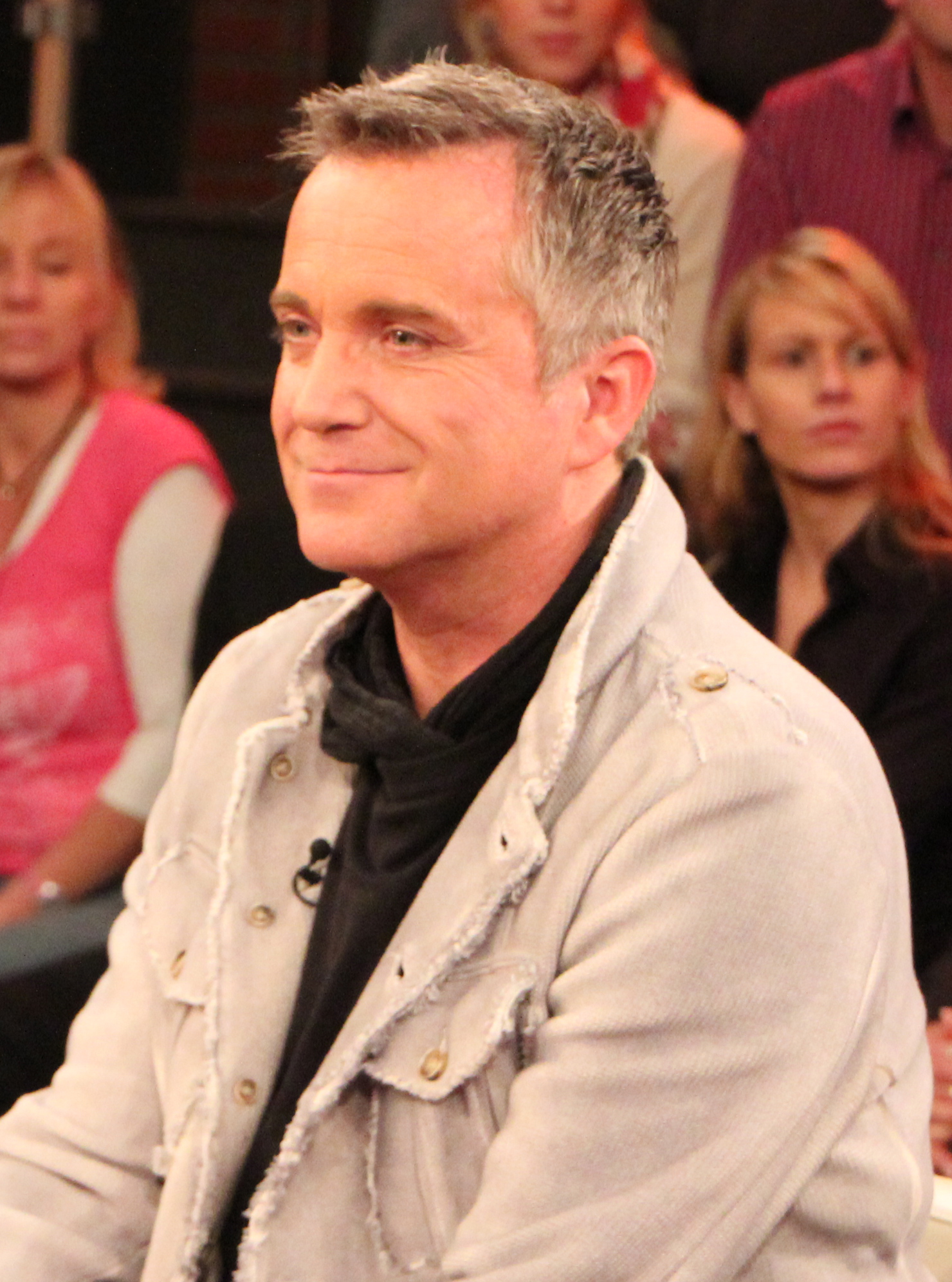
Jörg Knör (* 1959)

- Knor, Rudolf (* 1944), österreichischer Schauspieler
- Knor, Vinzenz (* 1956), österreichischer Politiker (SPÖ), Landtagsabgeordneter
- Knörcke, Gustav (1836–1903), deutscher Geistlicher und Politiker (DFP), MdR
- Knörer, Ekkehard (* 1971), deutscher Kulturwissenschaftler, Film- und Krimikritiker
- Knöringen, Heinrich V. von (1570–1646), deutscher Geistlicher, Bischof von Augsburg
- Knöringen, Johann Eglof von (1537–1575), deutscher Geistlicher, Bischof von Augsburg
- Knöringen, Markus von († 1540), Abt des Klosters Reichenau
- Knörl, Kilian (1930–1988), deutscher römisch-katholischer Ordensmann, Missionar und Märtyrer
- Knörlein, Rudolf (1902–1988), österreichischer Keramiker
- Knorn, Barbara (* 1964), deutsche Bibliothekarin
- Knorn, Bernhard (* 1980), deutscher katholischer Theologe
- Knorn, Florian (* 1981), deutscher Schauspieler, Synchronsprecher und FotografFlorian Knorn (* 1981)

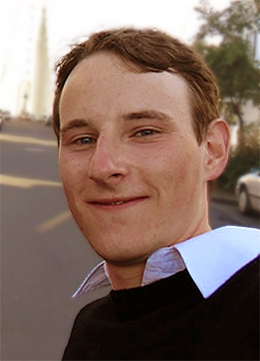
Florian Knorn (* 1981)

- Knorn, Peter (* 1956), deutscher Musiker, Manager und Autor
- Knoros, Anna Michailowna (* 1970), russische Hürdenläuferin
- Knoros, Polina Alexejewna (* 1999), russische Stabhochspringerin
- Knorosow, Juri Walentinowitsch (1922–1999), sowjetischer Ägyptologe, der 1952 einen phonetischen Ansatz zur Entzifferung der Maya-Schrift präsentierteJuri Walentinowitsch Knorosow (1922–1999)

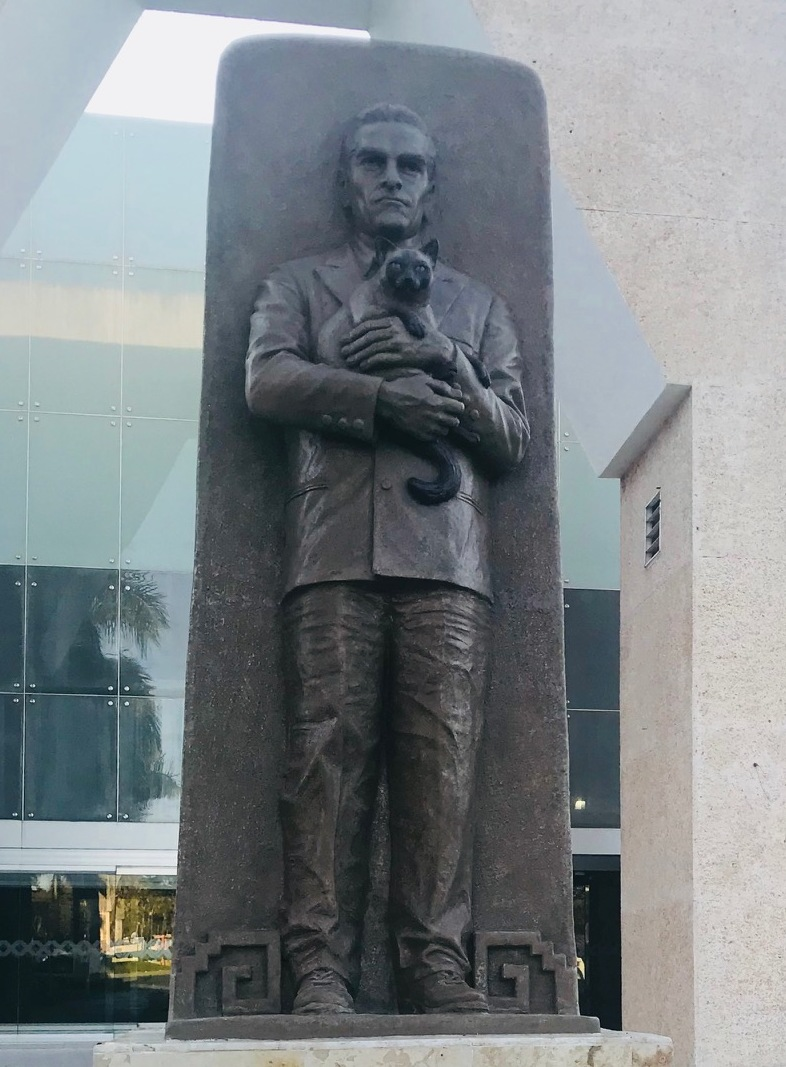
Juri Walentinowitsch Knorosow (1922–1999)

- Knorr von Rosenroth, Abraham Benedikt (1594–1654), deutscher Gelehrter und Pfarrer
- Knorr von Rosenroth, Christian (1636–1689), deutscher Universalgelehrter
- Knorr von Rosenroth, Christian Anton Philipp (1653–1721), deutscher Jurist und Dichter
- Knorr von Rosenroth, Heinrich Christoph (1811–1853), hessischer Kreisrat
- Knorr von Rosenroth, Johann Christian (1670–1716), deutscher Hofbeamter und Diplomat
- Knorr von Rosenroth, Ludwig Christian (1786–1846), deutscher Landrat in Hungen
- Knorr, Achim (* 1963), deutscher Kabarettist und Comedian
- Knorr, Alexander (1889–1978), deutscher Unternehmer
- Knörr, Alexander (* 1947), deutscher Richter
- Knorr, Alexander (* 1970), deutscher Ethnologe
- Knorr, Alfred (1846–1895), deutscher Unternehmer
- Knorr, Andreas (* 1964), deutscher Volkswirt und Hochschullehrer
- Knorr, Andreas (* 1965), theoretischer Physiker, Professor
- Knorr, Angelo (1882–1932), deutscher Chemiker und Fußballfunktionär
- Knorr, Anne (* 1990), deutsche Kanutin
- Knorr, Anneliese (1918–2003), deutsche Journalistin und Stadt-Galeristin
- Knorr, Bernhard von (1776–1838), österreichischer Staatsbeamter, Musiker und Bibliothekar
- Knorr, Carl (1771–1853), deutscher Politiker, MdL Großherzogtum Hessen
- Knorr, Carl Emanuel (1881–1952), deutscher Unternehmer der Nahrungsmittelindustrie
- Knorr, Carl Heinrich Eduard (1843–1921), deutscher Unternehmer, leitete das Nahrungsmittelunternehmen Knorr
- Knorr, Carl Heinrich Theodor (1800–1875), deutscher Unternehmer, Gründer des Nahrungsmittelunternehmens KnorrCarl Heinrich Theodor Knorr (1800–1875)

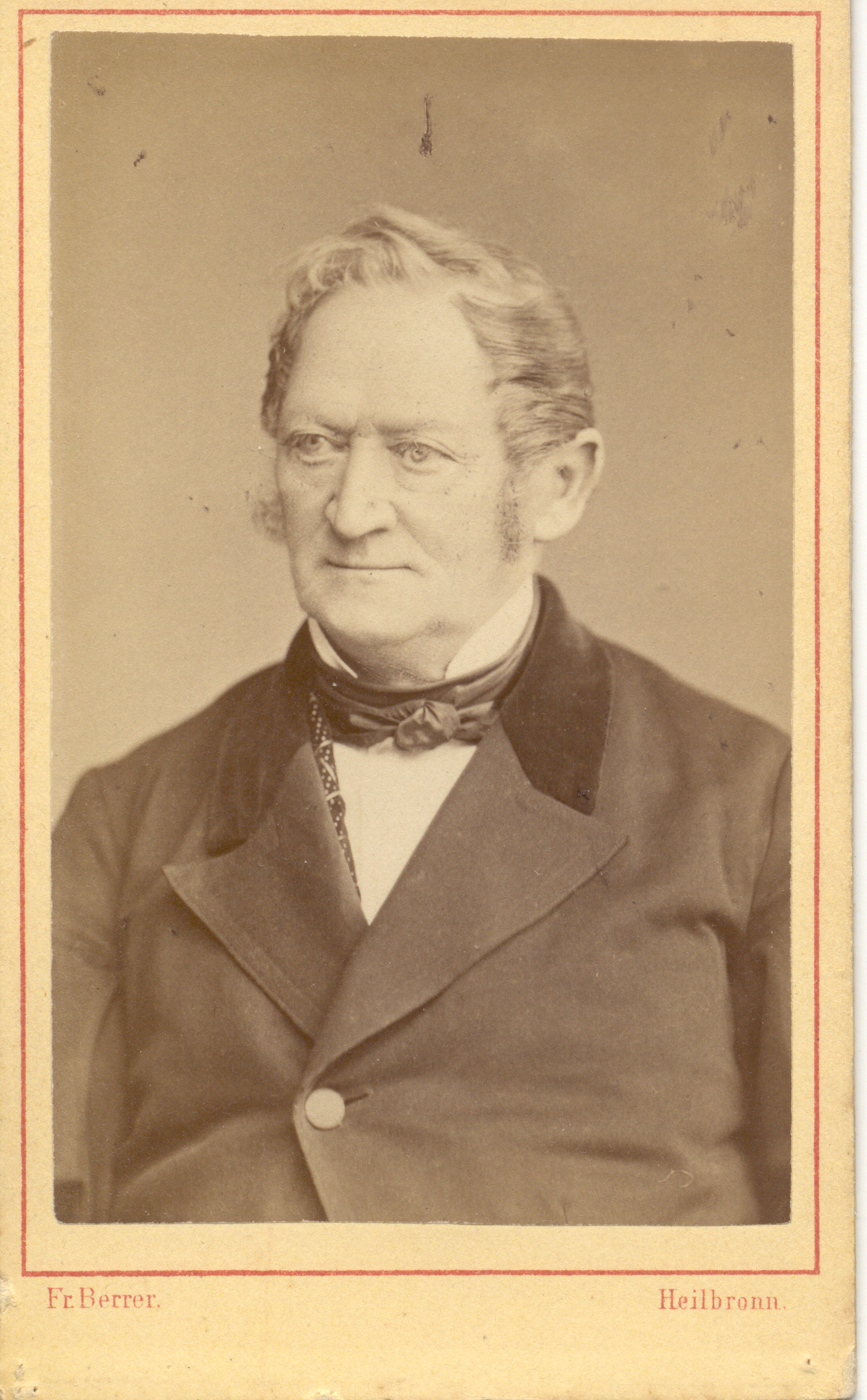
Carl Heinrich Theodor Knorr (1800–1875)

- Knorr, Carl von (1750–1826), Mitglied der Reichsstände im Königreich Westphalen
- Knörr, Casimir Friedrich (1808–1882), Schweizer Unternehmer, Bankier und Wegbereiter der Dampfschifffahrt auf dem Vierwaldstättersee
- Knorr, Christian (1800–1868), Beamter und Landtagsabgeordneter Großherzogtum Hessen
- Knørr, Christian (* 1985), dänischer Radrennfahrer
- Knorr, Christian Friedrich (1646–1704), deutscher lutherischer Geistlicher, Konsistorialrat und Generalsuperintendent der Generaldiözese Grubenhagen und auf dem Harz
- Knorr, Christoph (1792–1867), deutscher Kaufmann, Politiker und Bürgermeister von Zweibrücken
- Knorr, Christoph Christian von (1740–1803), habsburgischer General
- Knorr, Clarissa (* 1972), deutsche Schauspielerin und Sprecherin
- Knorr, Daniel (* 1968), deutscher Künstler
- Knorr, Dietrich (1923–2012), deutscher Mediziner
- Knorr, Dina (* 1977), deutsche Autorin und Bloggerin
- Knorr, Edmund (1885–1979), deutscher Lehrer, Heimatpfleger, Naturschützer und Ornithologe
- Knorr, Eduard von (1840–1920), deutscher Admiral
- Knorr, Erich (1912–2012), deutscher Politiker (KPD, SED, Die Linke)
- Knorr, Ernst (1899–1945), deutscher Kriminalinspektor und Untersturmführer der SS
- Knorr, Ernst-Lothar von (1896–1973), deutscher Komponist und Musikpädagoge
- Knorr, Friedrich (1904–1978), deutscher Bibliothekar und Politiker (CSU), MdB
- Knorr, Friedrich von (1807–1863), preußischer Generalmajor
- Knorr, Geoff (* 1985), US-amerikanischer Videospielkomponist
- Knorr, Georg (1844–1916), deutscher Historien-, Genre- und Landschaftsmaler sowie Illustrator
- Knorr, Georg (1859–1911), deutscher Ingenieur und UnternehmerGeorg Knorr (1859–1911)

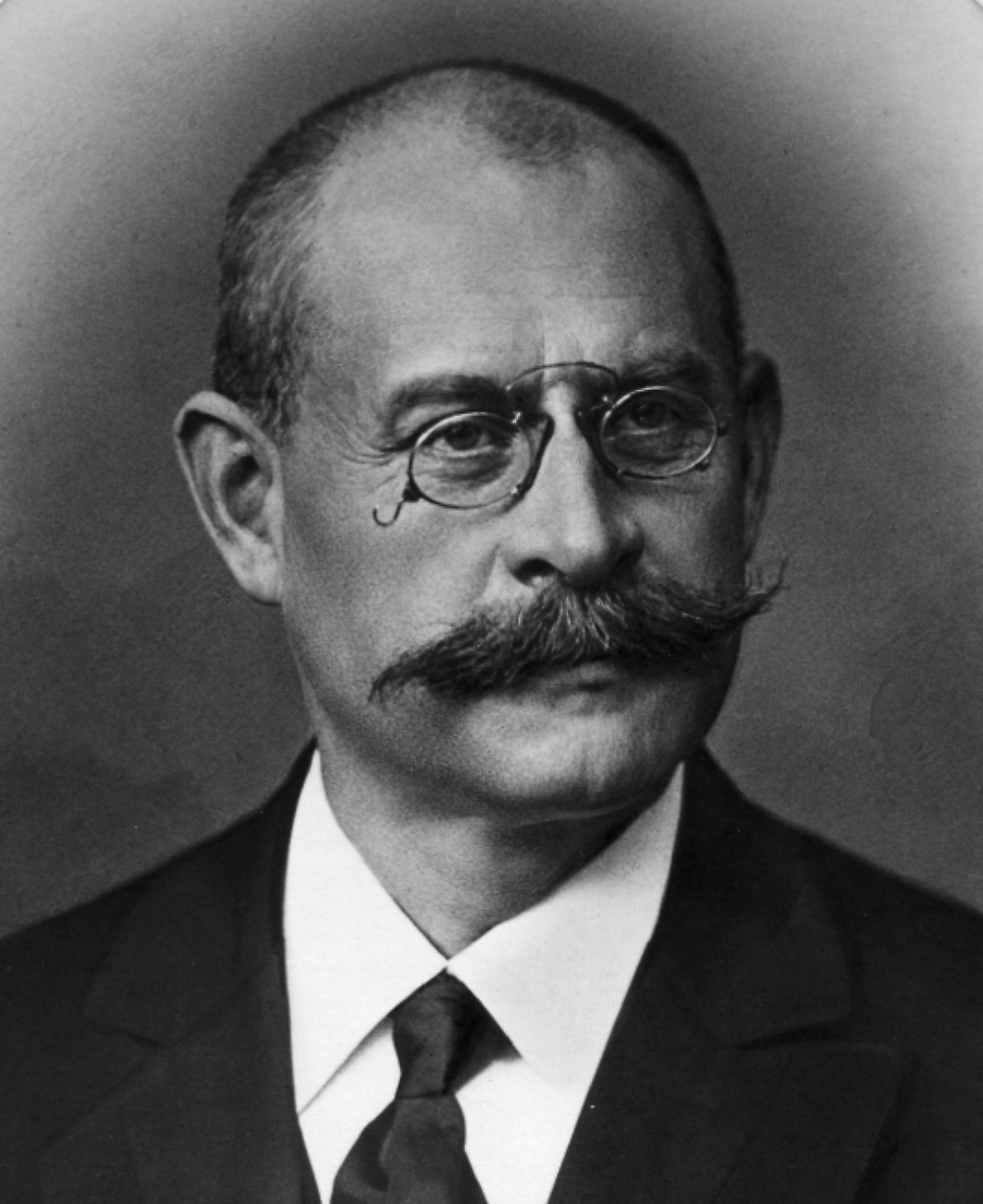
Georg Knorr (1859–1911)

- Knorr, Georg Christian von (1691–1762), habsburgischer Staatsbeamter
- Knorr, Georg Wolfgang (1705–1761), deutscher Paläontologe und Graveur
- Knorr, Hans (1892–1937), deutscher Jurist und Kommunalpolitiker (BVP)
- Knorr, Hedy (1904–1994), deutsche Journalistin und Textautorin
- Knorr, Heinrich (1830–1904), Kreisrat und Richter im Großherzogtum Hessen
- Knorr, Heinz (1922–1994), deutscher Politiker (NDPD), MdV
- Knorr, Heinz Arno (1909–1996), deutscher Prähistoriker
- Knorr, Helene (1920–2010), deutsche Politikerin (SPD), MdBB
- Knorr, Helmut (1917–1985), deutsch-Schweizer Journalist und Autor
- Knorr, Herbert (1884–1970), deutscher Maler und Zeichner der Düsseldorfer Schule sowie Kunsterzieher in Braunschweig
- Knorr, Herbert (* 1952), deutscher Literaturwissenschaftler und Autor
- Knorr, Hermann (1897–1976), deutscher Verleger, Journalist und Politiker (SPD), MdL, Mitbegründer und Mitherausgeber der Rhein-Neckar-Zeitung
- Knorr, Hilmar (1847–1919), deutscher Theaterschauspieler und Theaterdirektor
- Knorr, Hugo (1834–1904), deutscher Landschafts- und Marinemaler, Zeichner und Kunstprofessor
- Knorr, Iwan (1853–1916), deutscher Komponist und Musikpädagoge
- Knorr, Johannes (1888–1959), deutscher Politiker (CDU)
- Knorr, Josef von (1746–1789), habsburgischer Offizier und Staatsbeamter
- Knorr, Josef von (1782–1839), österreichischer Staatsbeamter und Gutsbesitzer
- Knorr, Josefine von (1827–1908), österreichische Dichterin und Übersetzerin
- Knorr, Julian (1812–1881), deutscher Historienmaler der Düsseldorfer Schule
- Knorr, Julius (1826–1881), deutscher Zeitungsverleger
- Knorr, Jürgen (* 1932), deutscher Elektrotechnikingenieur und Wirtschaftsmanager
- Knorr, Juri (* 2000), deutscher HandballspielerJuri Knorr (* 2000)

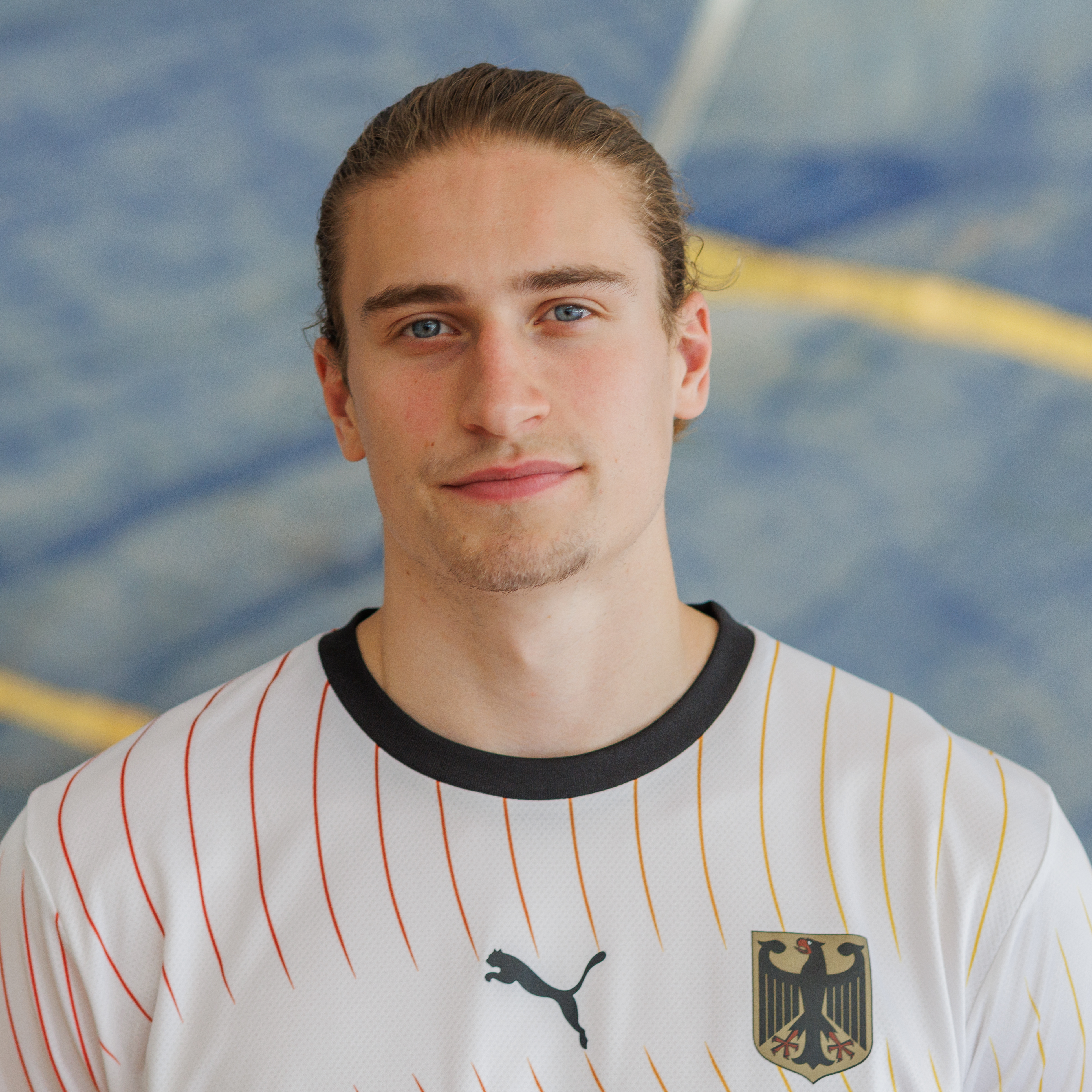
Juri Knorr (* 2000)

- Knorr, Karen (* 1954), US-amerikanische Fotografin und Künstlerin
- Knorr, Klaus Eugene (1911–1990), deutschamerikanischer Ökonom
- Knorr, Liesel (* 1948), deutsche Ökonomin und Rechnunglegerin
- Knorr, Lorenz (1921–2018), deutscher Politiker (DFU) und Journalist
- Knorr, Ludwig (1783–1852), deutscher Kaufmann, Unternehmer und Bankier
- Knorr, Ludwig (1827–1905), Oberlandesgerichtspräsident und Landtagsabgeordneter Großherzogtum Hessen
- Knorr, Ludwig (1859–1921), deutscher Chemiker und Hochschullehrer
- Knorr, Marco, deutscher American-Football-Spieler und -Trainer
- Knorr, Max (* 1926), deutscher Politiker (NPD)
- Knorr, Maximilian (1895–1985), deutscher Bakteriologe und Hygieniker, Hochschullehrer in Würzburg und Erlangen
- Knörr, Mike (* 1966), deutscher Basketballspieler
- Knorr, Nathan Homer (1905–1977), US-amerikanischer Funktionär der Zeugen Jehovas
- Knorr, Ortwin (* 1966), deutscher Altphilologe, Hochschullehrer in Oregon
- Knorr, Otfried (1933–1977), deutscher Schauspieler, Regisseur und Hörspielsprecher
- Knorr, Peter (* 1939), deutscher Satiriker und Autor
- Knorr, Peter (* 1956), deutscher Illustrator
- Knorr, Petra (* 1970), deutsche Juristin und Richterin am Bundessozialgericht
- Knorr, Robert (1865–1957), deutscher Bildhauer und Provinzialrömischer Archäologe
- Knorr, Rolf (1929–2015), deutscher Hockeyspieler
- Knorr, Ruth (1927–1978), deutsche Buchgrafikerin
- Knorr, Sittig von (1784–1847), deutscher Offizier und Politiker
- Knorr, Theo (1923–2012), deutscher Politiker (SPD), Oberbürgermeister der Stadt Bottrop
- Knorr, Thomas (1851–1911), deutscher Verleger und Kunstsammler
- Knorr, Thomas (* 1971), deutscher Handballspieler und -trainerThomas Knorr (* 1971)

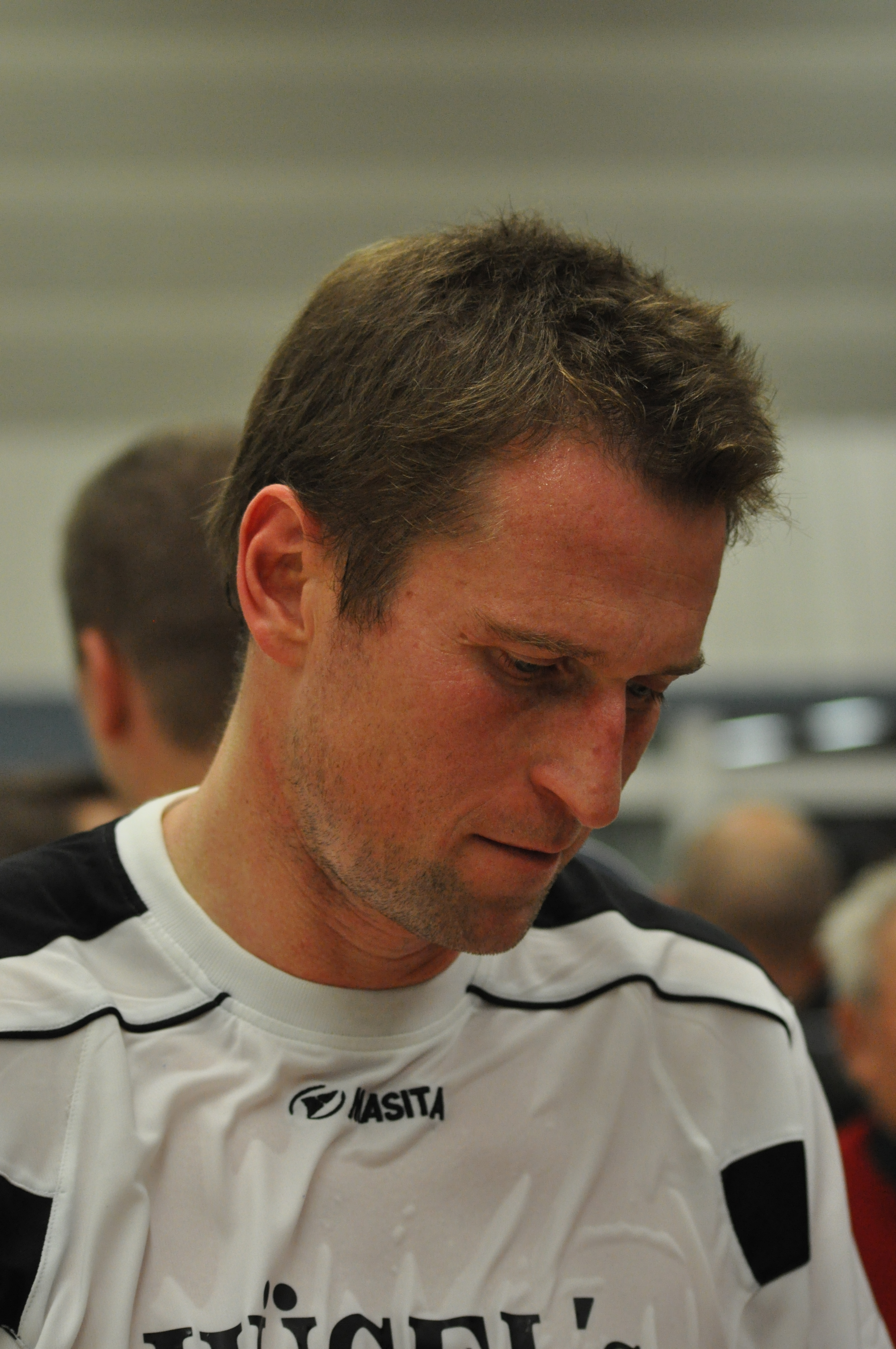
Thomas Knorr (* 1971)

- Knorr, Thorsten (* 1995), deutscher Eishockeytorwart
- Knorr, Udo (1887–1960), deutscher Maschinenbauer
- Knörr, Ulrich (* 1960), deutscher Kirchenmusiker und Organist
- Knorr, Wilbur Richard (1945–1997), US-amerikanischer Mathematikhistoriker
- Knorr, Willy (1878–1937), deutscher Jurist, Verwaltungsbeamter und Politiker (DNVP)
- Knorr, Winfried (1931–2009), deutscher Verleger und Mitherausgeber der Rhein-Neckar-Zeitung
- Knorr, Wolfgang (1911–1940), deutscher Mediziner und Rassentheoretiker
- Knorr, Wolfram von (1880–1940), deutscher Marineoffizier
- Knorr-Anders, Esther (* 1931), deutsche Journalistin und Schriftstellerin
- Knorr-Cetina, Karin (* 1944), österreichische Soziologin und Wissenschaftstheoretikerin
- Knorre, Andreas (1763–1841), deutscher Historien- und Genremaler
- Knorre, Ernst Christoph Friedrich (1759–1810), deutscher Astronom
- Knorre, Eugen Karl von (1848–1917), Bauingenieur
- Knorre, Julius (1807–1884), deutscher Historien- und Genremaler der Düsseldorfer Schule sowie Lehrer
- Knorre, Karl Friedrich (1801–1883), russischer Astronom
- Knorre, Karl Gottlieb (1696–1753), deutscher Rechtswissenschaftler
- Knorre, Martin (1657–1699), deutscher Mathematiker und Hochschullehrer
- Knorre, Richard (1900–1964), tschechoslowakischer Politiker
- Knorre, Susanne (* 1961), deutsche Politikerin
- Knorre, Viktor (1840–1919), russischer Astronom
- Knorre, Wolfgang (* 1937), deutscher Biophysiker und Biomediziner
- Knorrek, Detlef (* 1965), deutscher Judoka
- Knorren, Frederik (* 1987), deutscher Springreiter
- Knörrer, Horst (* 1953), deutscher Mathematiker
- Knorring, Carl Heinrich von (1746–1820), russischer Generalleutnant
- Knorring, Gotthard Johann von (1744–1825), deutsch-baltischer russischer General der Infanterie, Oberbefehlshaber der Kaiserlich Russischen Armee in Finnland, livländischer Landrat und Chef der livländischen Landmiliz
- Knorring, Marc von (* 1971), deutscher Historiker
- Knorring, Sophie von (1797–1848), schwedische Schriftstellerin
- Knorring-Neustrujewa, Olga Ewertowna (1887–1978), russisch-sowjetische Botanikerin
- Knorscheidt, Helma (* 1956), deutsche Kugelstoßerin
- Knortz, Heike (* 1962), deutsche Wirtschaftshistorikerin und Hochschullehrerin
- Knortz, Karl (1841–1918), deutsch-US-amerikanischer Schriftsteller
- Knortz, Ludwig (1879–1936), deutscher Architekt
- Knorz, Gerhard (1951–2015), deutscher Informationswissenschaftler
- Knorz, Ludwig (1847–1911), Mitglied des Provinziallandtages der Provinz Hessen-Nassau
- Knörzer, Holmar (* 1942), deutscher Journalist und Autor
- Knörzer, Karl-Heinz (1920–2009), deutscher Gymnasiallehrer und Archäobotaniker
- Knörzer, Lothar (* 1933), deutscher Leichtathlet und Olympiamedaillengewinner

### Knos
- Knös, Thekla (1815–1880), schwedische Autorin, Dichterin und Übersetzerin
- Knösel, Stephan (* 1970), deutscher Jugendbuchautor und Drehbuchautor
- Knösing, Klaus (* 1943), deutscher Fußballtorwart
- Knoska, Steffen, deutscher Soldat
- Knosp, Erwin (* 1961), deutscher Ringer
- Knosp, Josef (1891–1953), österreichischer Politiker (CSP), Abgeordneter zum Nationalrat
- Knosp, Martin (* 1959), deutscher Ringer, Weltmeister
- Knosp, Rudolf (1820–1897), deutscher Unternehmer der chemischen Industrie und Stifter
- Knospe, Christian (* 1990), deutscher Volleyballtrainer und Scout
- Knospe, Eberhard (1958–1982), deutscher DDR-Grenzsoldat, im Dienst erschossen
- Knospe, Hans (1899–1999), deutscher Fotograf
- Knospe, Jens (* 1963), deutscher Schauspieler
- Knospe, Ulrike (* 1966), deutsche Schauspielerin
- Knöß, Jakob (1881–1960), deutscher Gewerkschafter
- Knossalla, Jens (* 1986), deutscher EntertainerJens Knossalla (* 1986)

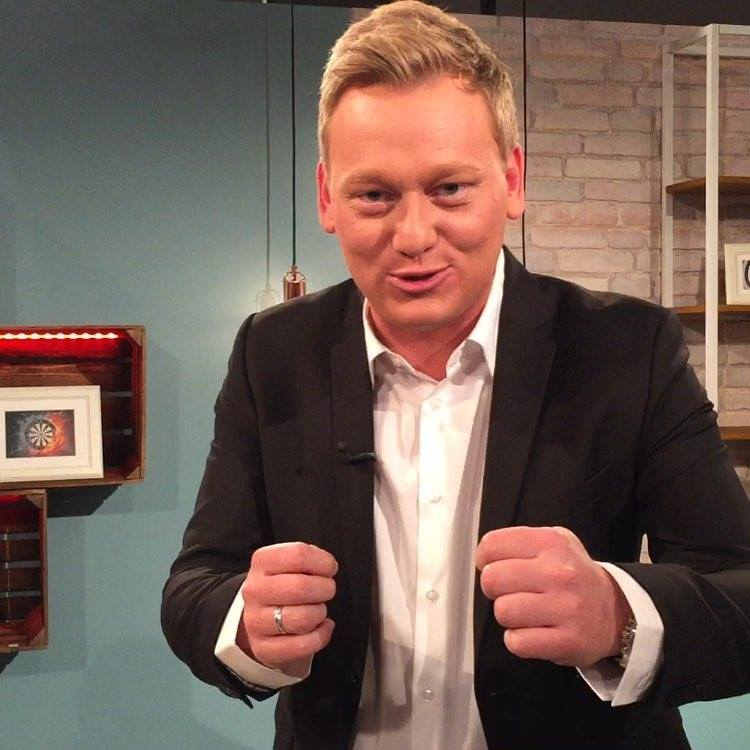
Jens Knossalla (* 1986)

- Knossalla, Matthias (* 1984), deutscher Triathlet und Coach
- Knößlsdorfer, Franz (1931–2020), deutscher Radrennfahrer
- Knost, Franziska (1980–2022), deutsche Rundfunk- und Werbesprecherin
- Knost, Friedrich August (1899–1982), deutscher Verwaltungsjurist
- Knost, Tobias (* 2000), kenianisch-deutscher Fußballspieler
- Knost, Ulrich (* 1968), deutscher Basketballspieler

### Knot
- Knote, Andy (* 1962), deutscher Musikproduzent
- Knote, Gustav (1874–1939), deutscher Kommerzienrat
- Knote, Heinrich (1870–1953), deutscher Opernsänger (Tenor)
- Knoteck, Hansi (1914–2014), österreichische Film- und Theaterschauspielerin
- Knotek, Jaroslav (1912–1996), tschechoslowakischer Hammer- und Diskuswerfer
- Knötel, Herbert (1893–1963), deutscher Uniformkundler und Militärmaler
- Knötel, Paul (1858–1934), deutscher Philologe und Historiker
- Knötel, Richard (1857–1914), deutscher HistorienmalerRichard Knötel (1857–1914)

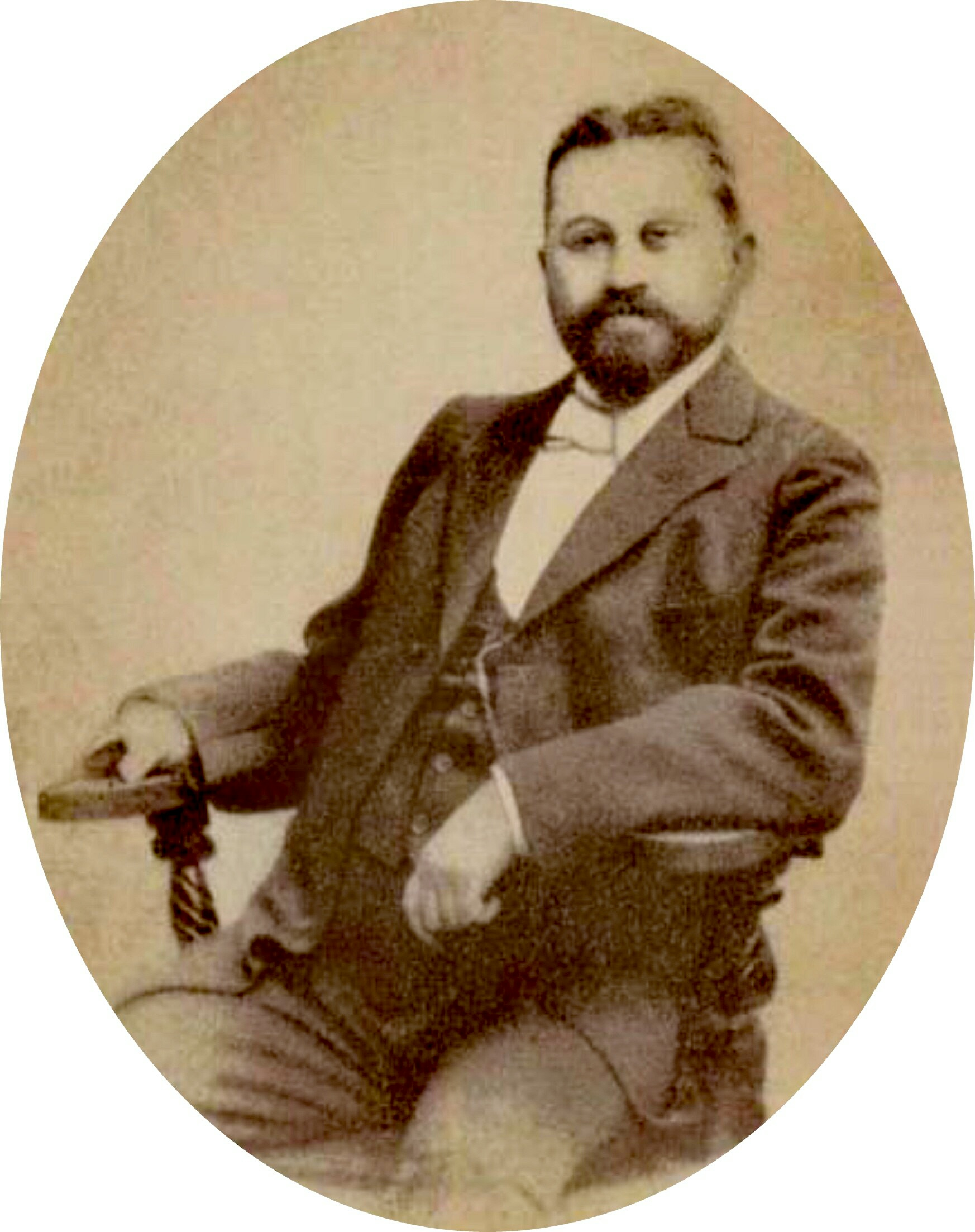
Richard Knötel (1857–1914)

- Knoth, Fred (1907–1976), US-amerikanischer Filmtechniker und Spezialeffektkünstler
- Knoth, Gerd (1946–2022), deutscher Fußballspieler
- Knoth, Hilde (1888–1933), deutsche Schauspielerin und Hörspielsprecherin
- Knoth, Johannes (1891–1930), deutscher Politiker (KPD), MdL Preußen
- Knoth, Karoline (* 1964), deutsche Ethnologin
- Knoth, Philipp (* 1991), deutscher American-Football-Spieler
- Knoth, Sven (* 1966), deutscher Statistiker
- Knothe, Dietrich (1929–2000), deutscher Dirigent und Chorleiter
- Knothe, Gösta (* 1948), deutscher Regisseur, Schauspieler, Hochschullehrer und Autor
- Knothe, Hans-Georg (* 1943), deutscher Rechtswissenschaftler
- Knothe, Hermann (1821–1903), deutscher Historiker
- Knothe, Hermann R. O. (1891–1961), deutscher Landschafts- und Porträtmaler
- Knothe, Hermann Robert (1815–1892), preußischer Generalleutnant
- Knothe, Jan (1912–1977), polnischer Architekt, Grafiker und Dichter
- Knothe, Klaus (1937–2021), deutscher Hochschullehrer, Ingenieurwissenschaftler
- Knothe, Noel (* 1999), deutscher Fußballspieler
- Knothe, Paul (1897–1988), deutscher Maler des Expressionismus, Kubismus und Futurismus
- Knothe, Werner (1900–1967), deutscher Röntgenologe und Hochschullehrer
- Knothe, Wilhelm (1883–1963), deutscher Diplomat
- Knothe, Wilhelm (1888–1952), deutscher Politiker (SPD), MdL, MdB
- Knott, Alan (* 1946), englischer Cricketspieler
- Knott, Alfred (1905–1975), deutscher Bildhauer und Grafiker
- Knott, Andrew (* 1979), britischer Film- und Theaterschauspieler
- Knott, Anna, deutsche Sängerin und Schauspielerin
- Knott, Brad (* 1986), US-amerikanischer Politiker der Republikanischen Partei
- Knott, Cargill Gilston (1856–1922), schottischer Physiker und angewandter Mathematiker und Pionier der Seismologie
- Knott, Carl (1892–1987), deutscher Ingenieur und Manager
- Knott, Eleanor (1886–1975), irische Keltologin, Lexikografin und Hochschullehrerin
- Knott, Else (1909–1975), deutsche Schauspielerin
- Knott, Georg (1914–1994), deutscher Politiker (BP), MdL Bayern
- Knott, J. Proctor (1830–1911), US-amerikanischer Politiker
- Knott, Kristina (* 1995), US-amerikanisch-philippinische Leichtathletin
- Knott, Laura (* 1955), US-amerikanische Performancekünstlerin, Tänzerin und Kuratorin
- Knott, Marie Luise (* 1953), deutsche Schriftstellerin, Übersetzerin, Publizistin
- Knott, Oliver (* 1972), deutscher Aquariendesigner, Autor, Aquascaper, Berater und Vortragender
- Knott, Ursula (* 1947), deutsche Politikerin (CDU), MdL
- Knott-ter Meer, Ilse (1899–1996), deutsche Maschinenbau-Ingenieurin
- Knottek, Wilhelm (1876–1947), österreichischer Politiker (SDAP), Landtagsabgeordneter
- Knotten, Karoline Offigstad (* 1995), norwegische Biathletin
- Knottnerus-Meyer, Hermann (1875–1945), deutscher Kunstmaler und BuchautorHermann Knottnerus-Meyer (1875–1945)

Hermann Knottnerus-Meyer (1875–1945)

- Knotts, Don (1924–2006), US-amerikanischer SchauspielerDon Knotts (1924–2006)

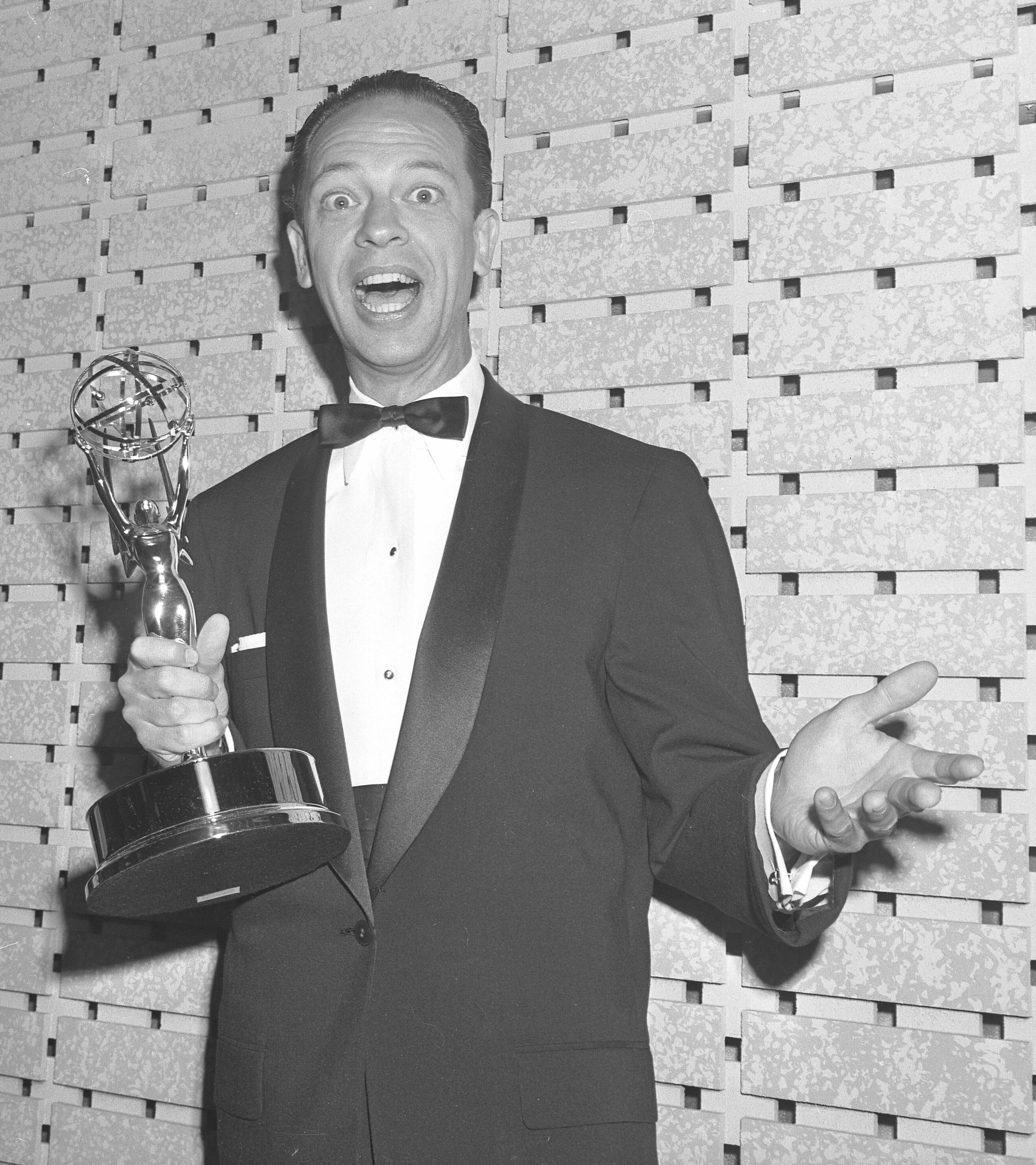
Don Knotts (1924–2006)

- Knotts, Jodi, US-amerikanische Schauspielerin und Filmproduzentin
- Knotz, Alfred (1844–1906), österreichischer Politiker, Landtagsabgeordneter
- Knotz, Ulrike (* 1954), deutsche Diplomatin
- Knötzele, Peter (* 1965), deutscher Provinzialrömischer Archäologe
- Knotzer, Friedrich (* 1944), österreichischer Politiker (SPÖ), Landtagsabgeordneter
- Knotzer, Heinrich (1906–1992), österreichischer Politiker (SPÖ), Landesrat im Burgenland
- Knotzinger, Kurt Georg (1928–2010), österreichischer katholischer Priester und Kirchenmusiker
- Knötzl, Herbert, österreichischer Kabarettist und Radiomoderator
- Knötzsch, Hans (1923–1996), deutscher Drehbuchautor Regisseur und Schauspieler

### Knou
- Knourek, Edward (1893–1977), US-amerikanischer Stabhochspringer
- Knous, Robert Lee (1917–2000), US-amerikanischer Politiker
- Knous, William Lee (1889–1959), US-amerikanischer Jurist und Politiker

### Know
- Knower, Benjamin (1775–1839), US-amerikanischer Händler, Bankier und Politiker
- Knowland, Joseph R. (1873–1966), US-amerikanischer Politiker
- Knowland, William F. (1908–1974), US-amerikanischer Politiker
- Knowlden, Marilyn (* 1926), US-amerikanische Kinderdarstellerin
- Knowle, Julian (* 1974), österreichischer TennisspielerJulian Knowle (* 1974)

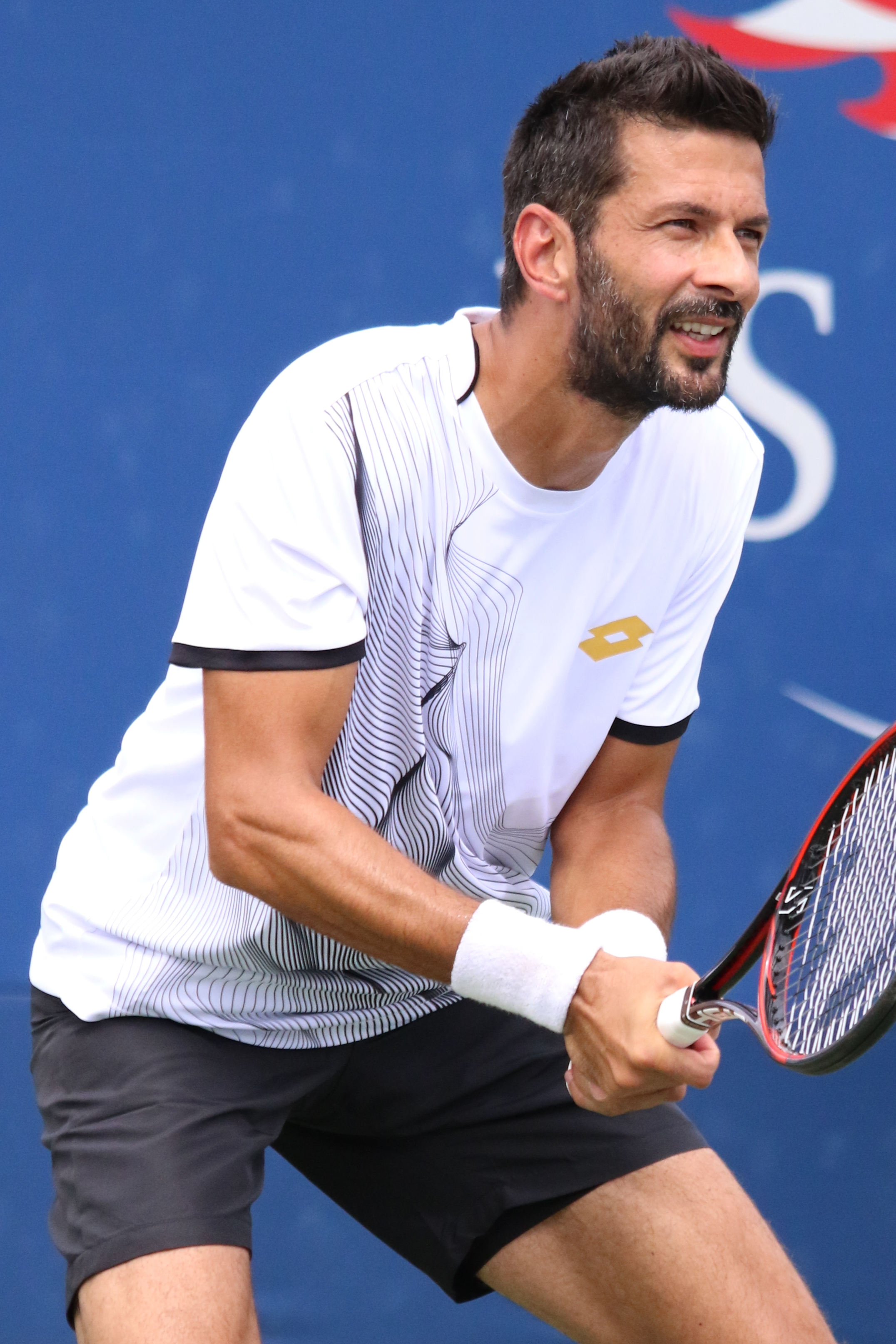
Julian Knowle (* 1974)

- Knowles, Alison (* 1933), US-amerikanische Künstlerin der Fluxus-Bewegung
- Knowles, Alison (* 1982), britische Ruderin
- Knowles, Bernard (1900–1975), britischer Kameramann und Filmregisseur
- Knowles, Charles, 1. Baronet († 1777), britischer Admiral, Admiral der Royal Navy, Admiral der russischen Marine
- Knowles, Charles, 2. Baronet (1754–1831), Admiral der Royal Navy
- Knowles, Cyril (1944–1991), englischer Fußballspieler und Trainer
- Knowles, David (1896–1974), englischer Historiker
- Knowles, Dorothy (1906–2010), britische Romanistin und Theaterwissenschaftlerin
- Knowles, Durward (1917–2018), bahamaischer Segler
- Knowles, Eric (* 1953), britischer Antiquitätenexperte, Kunsthändler, Sachbuchautor und Fernsehmoderator
- Knowles, Freeman (1846–1910), US-amerikanischer Politiker
- Knowles, Genevieve (* 2000), kanadisch-südkoreanische Eishockeytorhüterin
- Knowles, Graeme (* 1951), britischer Theologe; Bischof von Sodor und Man
- Knowles, Harry (* 1971), US-amerikanischer Internet-Filmkritiker
- Knowles, Jack (* 1987), englischer Lichtdesigner
- Knowles, James Sheridan (1784–1862), irischer Schauspieler und dramatischer Dichter
- Knowles, Jeremy R. (1935–2008), britischer Chemiker
- Knowles, John (1926–2001), US-amerikanischer Schriftsteller
- Knowles, Linda (* 1946), britisch-schwedische Hochspringerin
- Knowles, Malcolm (1913–1997), US-amerikanischer Pädagoge
- Knowles, Mark (* 1971), bahamaischer TennisspielerMark Knowles (* 1971)

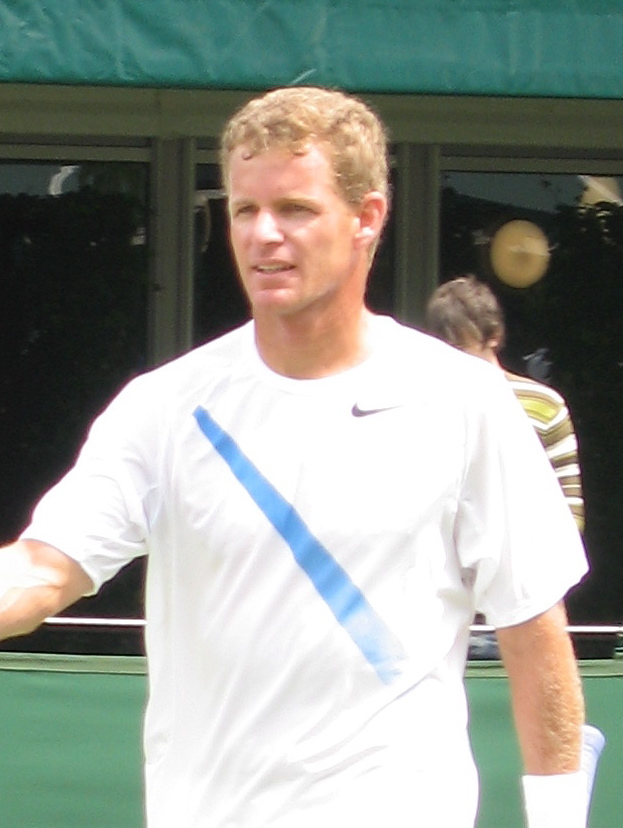
Mark Knowles (* 1971)

- Knowles, Mark (* 1984), australischer Hockeyspieler
- Knowles, Matilda Cullen (1864–1933), irische Botanikerin
- Knowles, Patric (1911–1995), britischer Schauspieler
- Knowles, Peter (* 1945), englisch-US-amerikanischer Fußballspieler
- Knowles, Peter (* 1969), englischer Badmintonspieler
- Knowles, Richard T. (1916–2013), US-amerikanischer Offizier, Generalleutnant der US Army
- Knowles, Shanica (* 1990), US-amerikanische Schauspielerin
- Knowles, Solange (* 1986), US-amerikanische SängerinSolange Knowles (* 1986)

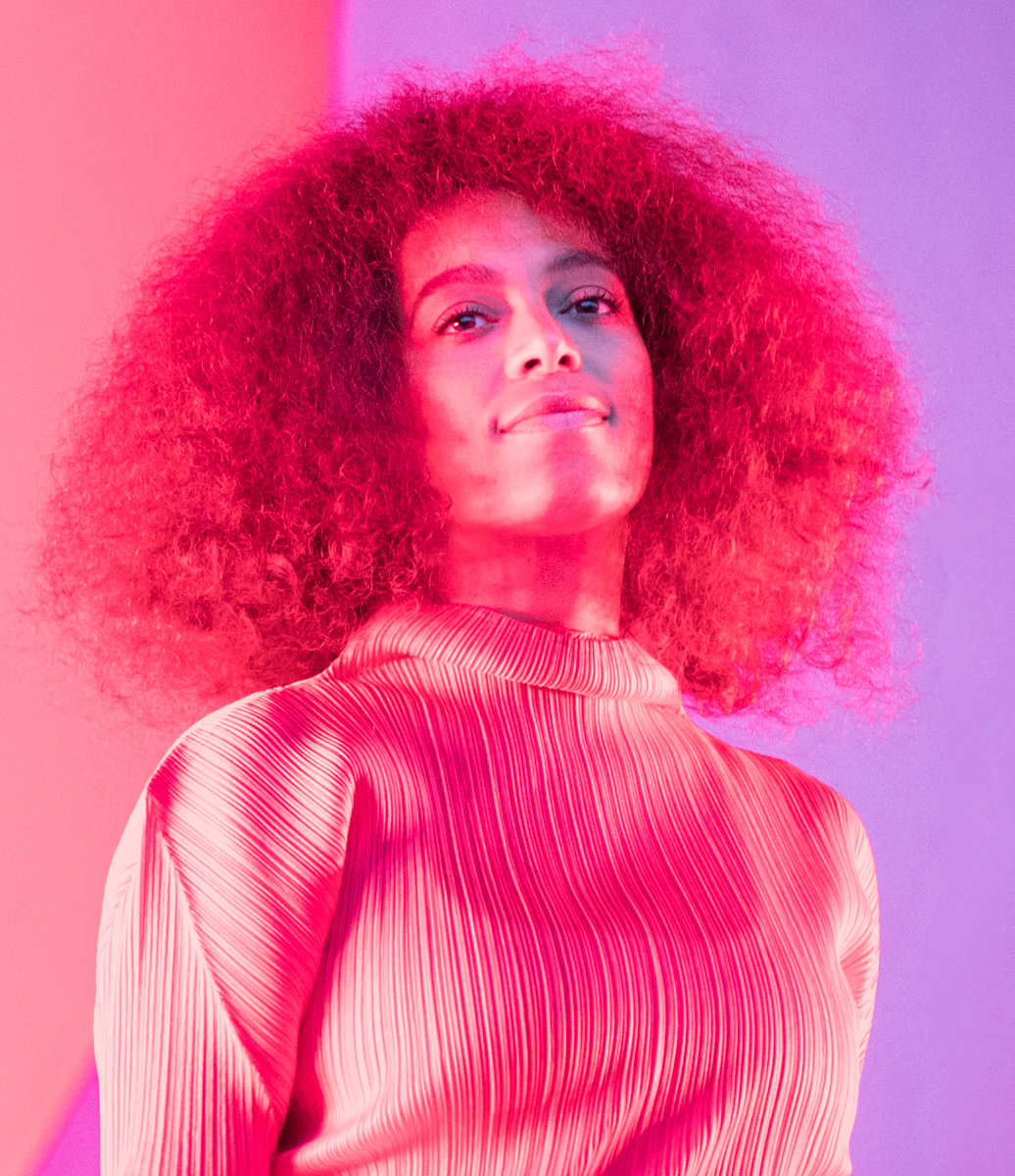
Solange Knowles (* 1986)

- Knowles, Tony (* 1943), US-amerikanischer Politiker
- Knowles, Tony (* 1955), englischer Snookersportler
- Knowles, Warren P. (1908–1993), US-amerikanischer Politiker
- Knowles, William S. (1917–2012), US-amerikanischer Chemiker und Nobelpreisträger für Chemie
- Knowling, Ransom (1912–1967), US-amerikanischer Blues- und Jazzmusiker
- Knowlton, Charles (1800–1850), US-amerikanischer Arzt
- Knowlton, Ebenezer (1815–1874), US-amerikanischer Politiker
- Knowlton, Frank Hall (1860–1926), US-amerikanischer Paläobotaniker und Ornithologe
- Knowlton, William A. (1920–2008), US-amerikanischer Militär, General der US Army
- Knows, Otto (* 1989), schwedischer DJ und Musikproduzent

### Knox
- Knox (* 1945), britischer Punk-Musiker
- Knox (1948–2022), deutscher Autor, Grafiker und Musiker
- Knox, Alan G. (* 1950), nordirischer Ornithologe
- Knox, Alexander (1907–1995), kanadischer Schauspieler
- Knox, Alfred (1870–1964), britischer Militärattaché und Politiker, Mitglied des House of Commons
- Knox, Amanda (* 1987), US-amerikanische BuchautorinAmanda Knox (* 1987)

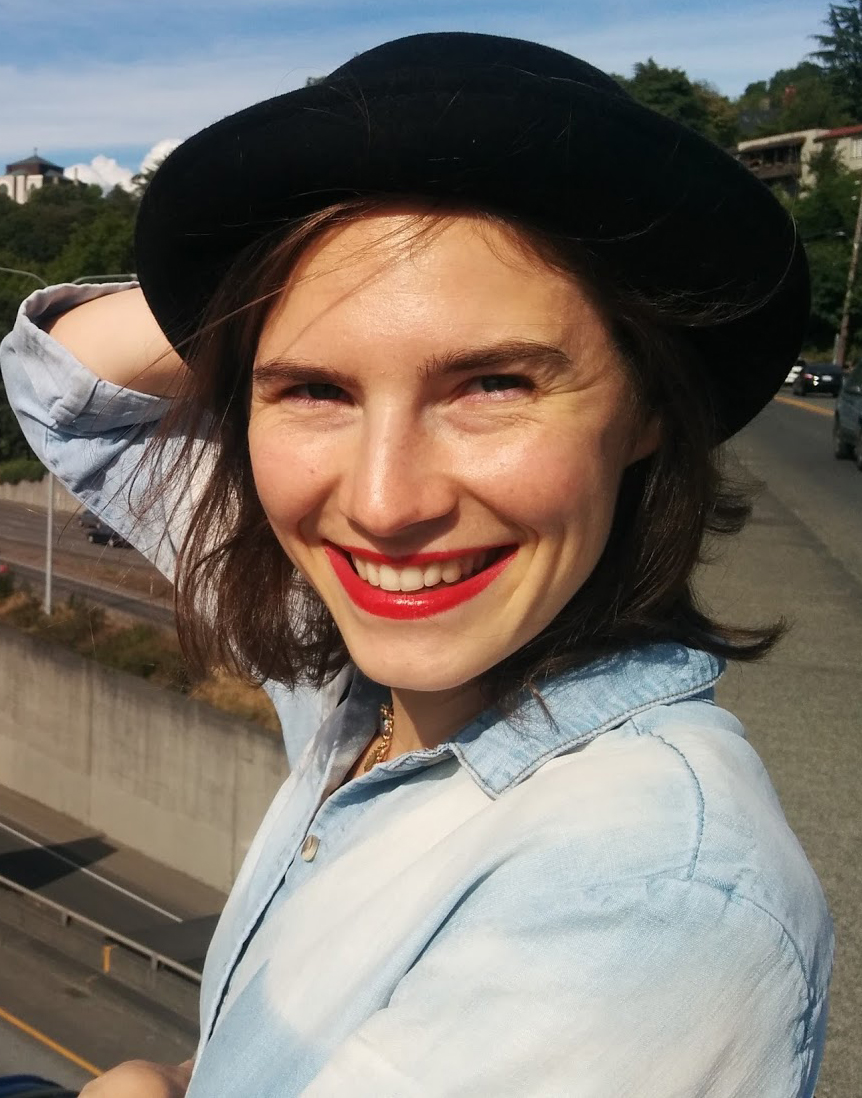
Amanda Knox (* 1987)

- Knox, Archie (* 1947), schottischer Fußballspieler und -trainer
- Knox, Barbara (* 1933), britische Schauspielerin
- Knox, Bernard MacGregor Walker (1914–2010), US-amerikanischer Klassischer Philologe
- Knox, Betty (1906–1963), US-amerikanische Tänzerin und Journalistin
- Knox, Bill (1928–1999), schottischer Schriftsteller, Journalist und Redakteur
- Knox, Bronwen (* 1986), australische Wasserballspielerin
- Knox, Buddy (1933–1999), US-amerikanischer Rockabilly-Sänger
- Knox, Charles (1817–1895), US-amerikanischer Unternehmer
- Knox, Charles Edmond (1846–1938), britischer Generalleutnant
- Knox, Chuck (1932–2018), US-amerikanischer American-Football-Trainer und -Spieler
- Knox, Dawson (* 1996), US-amerikanischer American-Football-Spieler
- Knox, Deborah (* 1968), schottische Curlerin
- Knox, Dillwyn (1884–1943), britischer Codeknacker während des Zweiten Weltkriegs
- Knox, Edmund George (1881–1971), englischer Schriftsteller und Herausgeber
- Knox, Elyse (1917–2012), amerikanische Schauspielerin
- Knox, Emma (* 1978), australische Wasserballspielerin
- Knox, Finlay (* 2001), kanadischer Schwimmer
- Knox, Frank (1874–1944), US-amerikanischer Politiker der Republikaner und Zeitungsverleger
- Knox, Garth (* 1956), irischer Bratschist und Komponist
- Knox, Geoffrey (1884–1958), britischer Diplomat, Präsident der Regierungskommission des Saargebietes (1932–1935) und Botschafter in Ungarn sowie Brasilien
- Knox, Harry (1873–1971), britischer General
- Knox, Henry (1750–1806), US-amerikanischer Buchhändler, oberster Artillerieoffizier der Kontinentalarmee, erster US-Kriegsminister
- Knox, James (1807–1876), US-amerikanischer Politiker
- Knox, James (* 1995), britischer Radrennfahrer
- Knox, James Robert (1914–1983), australischer Geistlicher, Erzbischof von Melbourne und Kardinal der römisch-katholischen Kirche
- Knox, Johann Georg Sebastian, Steinmetzmeister in Wien
- Knox, John († 1572), schottischer Reformator und Mitbegründer der Presbyterianischen KirchenJohn Knox († 1572)

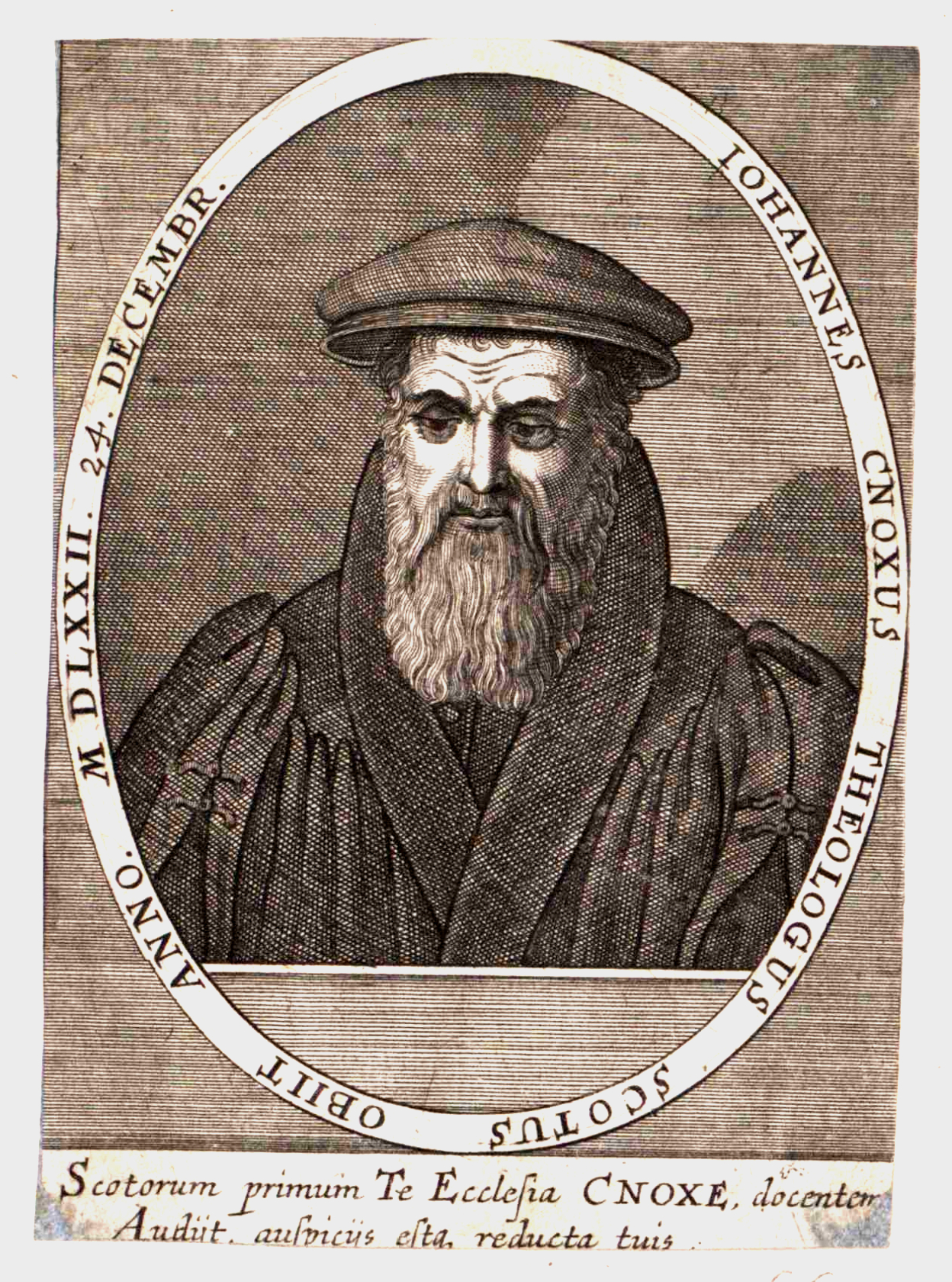
John Knox († 1572)

- Knox, John (1778–1845), schottischer Landschaftsmaler
- Knox, John (1901–1990), US-amerikanischer Theologe, Neutestamentler, Hochschullehrer
- Knox, John T. (1924–2017), US-amerikanischer Politiker und Anwalt
- Knox, Kevin (* 1999), US-amerikanischer Basketballspieler
- Knox, Kittie (1874–1900), US-amerikanische Radsportlerin
- Knox, MacGregor (* 1945), US-amerikanischer Historiker
- Knox, Matthias (1645–1688), österreichischer Steinmetzmeister und Bildhauer des Barock, Dombaumeister zu St. Stephan in Wien
- Knox, Mickey (1921–2013), US-amerikanischer Schauspieler, Filmproduzent und Autor
- Knox, Mona (1929–2008), US-amerikanische Filmschauspielerin und Model
- Knox, Omari (* 1986), US-amerikanisch-deutscher Basketballspieler
- Knox, Paul (1933–2022), kanadischer Eishockeyspieler
- Knox, Philander C. (1853–1921), US-amerikanischer Jurist und Politiker
- Knox, Robert (1641–1720), englischer Seefahrer
- Knox, Robert (1791–1862), schottischer Arzt, Naturwissenschaftler und Reisender
- Knox, Robert (1989–2008), britischer SchauspielerRobert Knox (1989–2008)

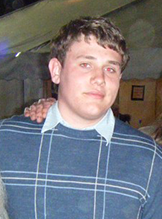
Robert Knox (1989–2008)

- Knox, Ronald (1888–1957), britischer Theologe, Satiriker und Kriminalschriftsteller
- Knox, Samuel (1815–1905), US-amerikanischer Politiker
- Knox, Steven T. (* 1974), englischer Cricketspieler
- Knox, Terence (* 1946), US-amerikanischer Schauspieler
- Knox, Thomas George (1824–1887), britischer Offizier und Diplomat in Siam
- Knox, Uchter, 5. Earl of Ranfurly (1856–1933), Gouverneur von Neuseeland
- Knox, Victor A. (1899–1976), US-amerikanischer Politiker
- Knox, William Shadrach (1843–1914), US-amerikanischer Politiker
- Knox-Johnston, Robin (* 1939), britischer Segler
- Knox-Shaw, Harold (1885–1970), britischer Astronom
- Knoxville, Johnny (* 1971), US-amerikanischer SchauspielerJohnny Knoxville (* 1971)

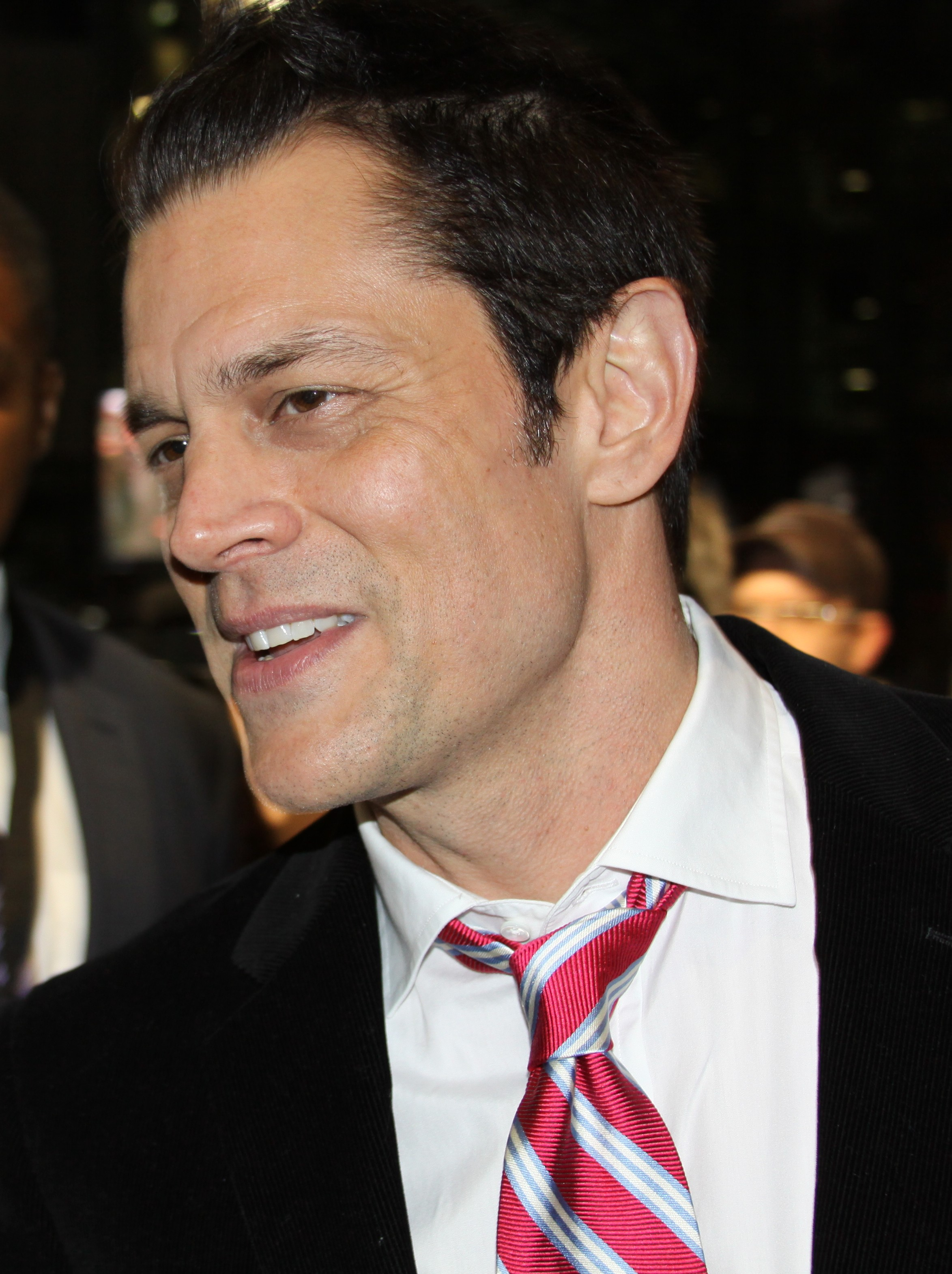
Johnny Knoxville (* 1971)

### Knoy
- Knoyle, Kyle (* 1996), englischer Fußballspieler

### Knoz
- Knözinger, Erich (1939–2023), deutscher Chemiker und Hochschullehrer
- Knözinger, Helmut (1935–2014), deutscher Physiker und Oberflächenchemiker
- Knözinger, Ludwig von (1862–1943), Regierungspräsident von Oberbayern
- Knözinger, Sebastian (* 1972), deutscher Schauspieler